# حقوق الإنجاب
حقوق الإنجاب أو الحقوق الإنجابية (بالإنجليزية: Reproductive rights) هي حقوق وحريات محمية قانونياً تتعلق بالإنجاب والصحة الإنجابية وتختلف بين الدول حول العالم. تعرف منظمة الصحة العالمية الحقوق الإنجابية على النحو التالي:

حقوق الإنجاب تستند على الاعتراف بالحق الأساسي لجميع الأزواج والأفراد في أن يقرروا بحرية ومسؤولية عدد وتباعد وتوقيت أطفالهم وأن تكون لديهم المعلومات والوسائل اللازمة لذلك، والحق في بلوغ أعلى مستوى ممكن من الحياة الجنسية والصحة الإنجابية. وهي تشمل أيضا حق الجميع في اتخاذ القرارات المتعلقة بالإنجاب دون تمييز أو إكراه أو عنف.

قد تشمل الحقوق الإنجابية للمرأة بعض أو كل ما يلي: الحق في الإجهاض القانوني والآمن؛ الحق في تحديد النسل التحرر من التعقيم الإجباري ومنع الحمل؛ الحق في الحصول على رعاية صحية إنجابية جيدة النوعية؛ والحق في التثقيف الصحي والقدرة على الوصول إليه من أجل اتخاذ خيارات إنجابية حرة ومستنيرة. قد تشمل الحقوق الإنجابية أيضًا الحق في تلقي التثقيف حول الأمراض المنقولة جنسياً والجوانب الأخرى للجنس، والحماية من ممارسات مثل تشويه الأعضاء التناسلية للإناث (ختان الإناث).
بدأت الحقوق الإنجابية في الظهور كمجموعة فرعية من حقوق الإنسان في المؤتمر الدولي لحقوق الإنسان لعام 1968 الذي عقدته الأمم المتحدة. كان إعلان طهران غير الملزم الناتج عن هذا المؤتمر هو أول وثيقة دولية تعترف بأحد هذه الحقوق عندما ذكرت أن: «الآباء لديهم حق إنساني أساسي في تحديد عدد وتباعد أطفالهم بحرية ومسؤولية.» غير أن الدول كانت بطيئة في دمج هذه الحقوق في الاتفاقيات الدولية الملزمة قانونياً. وهكذا، في حين أن بعض هذه الحقوق قد تم الاعتراف بها بالفعل في القانون الثابت، أي في الوثائق الدولية لحقوق الإنسان الملزمة قانونياً، فقد تم ذكر البعض الآخر فقط في توصيات غير ملزمة، وبالتالي، في أفضل الأحوال، هذه الحقوق تمتلك حالة القانون المرن في القانون الدولي. في حين أن المجتمع الدولي لم يقبل بعد مجموعة أخرى، وبالتالي تبقى مجموعات الحقوق هذه في حالة الدفاع.
تعتبر القضايا المتعلقة بالحقوق الإنجابية من أكثر قضايا الحقوق جدلاً حول العالم، بغض النظر عن المستوى الاجتماعي والاقتصادي للسكان أو الدين أو الثقافة.
وكثيراً ما تُعرض مسألة الحقوق الإنجابية على أنها ذات أهمية حيوية في المناقشات والمقالات التي تتناولها المنظمات المعنية بالسكان مثل المسائل السكانية.
الحقوق الإنجابية هي مجموعة فرعية من الصحة والحقوق الجنسية والإنجابية.

## تاريخ

### إعلان طهران
وفي عام 1945، تضمن ميثاق الأمم المتحدة الالتزام «لتعزيز... الاحترام العالمي لحقوق الإنسان والحريات الأساسية للجميع ومراعاتها دون تمييز بسبب العرق أو الجنس أو اللغة أو الدين». ومع ذلك، لم يحدد الميثاق هذه الحقوق. بعد ثلاث سنوات، اعتمدت الأمم المتحدة الإعلان العالمي لحقوق الإنسان (UDHR)، وهو أول وثيقة قانونية دولية تحدد حقوق الإنسان. لا يشير الإعلان العالمي لحقوق الإنسان إلى الحقوق الإنجابية. بدأت الحقوق الإنجابية تظهر كمجموعة فرعية من حقوق الإنسان في إعلان طهران لعام 1968، والذي تنص على ما يلي: «يتمتع الآباء بحق إنساني أساسي في تحديد عدد أطفالهم والمباعدة بين الولادات بحرية ومسؤولية».
أكدت الجمعية العامة للأمم المتحدة هذا الحق في إعلان عام 1969 بشأن التقدم الاجتماعي والتنمية الذي ينص على أن "الأسرة هي الوحدة الأساسية للمجتمع والبيئة الطبيعية لنمو ورفاه جميع أعضائها، ولا سيما الأطفال والشباب، يجب أن يتم دعمهم وحمايتهم بحيث يمكن أن يتحملوا مسؤولياتهم بشكل كامل داخل المجتمع.الأهل لديهم الحق الحصري في تقرير عدد أطفالهم والمباعدة بين الولادات بحرية ومسؤولية. "" وردد مؤتمر الأمم المتحدة الدولي للمرأة لعام 1975 إعلان طهران.

### برنامج عمل القاهرة
تم تبني «برنامج عمل القاهرة» الذي عمره 20 عاماً في عام 1994 في المؤتمر الدولي للسكان والتنمية (ICPD) في القاهرة. أكد برنامج العمل غير الملزم أن الحكومات تتحمل مسؤولية تلبية الاحتياجات الإنجابية للأفراد، وليس الأهداف الديمغرافية. وأوصت بتوفير خدمات تنظيم الأسرة في سياق خدمات الصحة الإنجابية الأخرى، بما في ذلك خدمات الولادة الصحية والآمنة، ورعاية الأمراض المنقولة جنسياً، والرعاية بعد الإجهاض. كما تناول المؤتمر الدولي للسكان والتنمية قضايا مثل العنف ضد المرأة والاتجار بالجنس وصحة المراهقين. برنامج القاهرة هو أول وثيقة سياسية دولية تعرف الصحة الإنجابية،  وتنص على ما يلي:
الصحة الإنجابية هي الوصول إلى حالة من اكتمال السلامة البدنية والنفسية والعقلية والاجتماعية وليست مجرد الخلو من المرض أو العجز، في جميع المسائل المتعلقة بالجهاز التناسلي ووظائفه وعملياته. لذا فإن الصحة الإنجابية تعني أن الناس قادرون على التمتع بحياة جنسية مرضية وآمنة وأن لديهم القدرة على التكاثر وحرية تقرير إذا، كيف ومتى يكون ذلك. الضمير المستتر في الشرط الأخير هو حق الرجال والنساء في أن يكونوا على علم [حول] طرق تنظيم الأسرة الآمنة والفعالة والمقبولة من حيث التكلفة، وأن تكون من اختيارهم، وأن يكون لهم الوصول إليها، وكذلك الطرق الأخرى لتنظيم الخصوبة التي لا تتعارض مع القانون، والحق في الوصول إلى خدمات الرعاية الصحية المناسبة التي تمكن النساء من المرور بأمان خلال قترة الحمل والولادة وتوفير أفضل الفرص للأزواج للحصول على رضيع يتمتع بصحة جيدة [الفقرة 72].
على عكس المؤتمرات السكانية السابقة، تم تمثيل مجموعة واسعة بدايةً من مصالح المستوى الشعبي إلى المستوى الحكومي في القاهرة. شاركت 179 دولة في المؤتمر الدولي للسكان والتنمية وشارك 11 ألف ممثل من الحكومات والمنظمات غير الحكومية والوكالات الدولية والنشطاء المدنيين. لم يتناول المؤتمر الدولي للسكان والتنمية الآثار بعيدة المدى لوباء فيروس نقص المناعة البشرية / متلازمة نقص المناعة المكتسب (الإيدز). وفي عام 1999، توسعت التوصيات الواردة في عملية استعراض وتقييم المؤتمر الدولي للسكان والتنمية بعد خمس سنوات من انعقاده (ICPD+5) لتشمل الالتزام بالتثقيف والبحوث بشأن الإيدز، والوقاية من انتقال المرض من الأم إلى الطفل، فضلاً عن تطوير اللقاحات ومبيدات الميكروبات.
أُعتمد برنامج عمل القاهرة من قبل 184 من الدول الأعضاء في الأمم المتحدة. ومع ذلك، أبدت العديد من دول أمريكا اللاتينية والدول الإسلامية تحفظات رسمية على البرنامج، على وجه الخصوص، مفهوم البرنامج للحقوق الإنجابية والحرية الجنسية، ومعاملته للإجهاض، وإلى عدم توافقها المحتمل مع الشريعة الإسلامية.

### منهاج عمل بكين
أيد المؤتمر العالمي الرابع للمرأة المعقود في عام 1995 في بكين، في إعلانه ومنهاج عمله غير الملزمين، تعريف برنامج القاهرة للصحة الإنجابية، ولكن وضع إطاراً أوسع للحقوق الإنجابية:
تشمل حقوق الإنسان الخاصة بالمرأة حقهن في السيطرة والتقرير بحرية ومسؤولية المسائل المتعلقة بحياتهن الجنسية، بما في ذلك الصحة الجنسية والإنجابية، الخالية من الإكراه والتمييز والعنف. تتطلب المساواة بين النساء والرجال في مسائل العلاقات الجنسية والإنجاب، بما في ذلك الاحترام الكامل لسلامة الشخص، الاحترام المتبادل والموافقة والمسؤولية المشتركة عن السلوك الجنسي وعواقبه [الفقرة. 96].
 قام برنامج بكين بترسيم اثني عشر مجالاً حرجاً متداخلاً من الحقوق الإنسانية للمرأة التي تتطلب الدعوة. صاغ المنهاج الحقوق الإنجابية للمرأة بأنها «حقوق إنسانية غير قابلة للتجزئة، عالمية وغير قابلة للمصادرة».

### مبادئ يوغياكارتا
تنص مبادئ يوغياكارتا حول تطبيق القانون الدولي لحقوق الإنسان فيما يتعلق بالتوجه الجنسي والهوية الجنسانية، التي اقترحها فريق من الخبراء في نوفمبر 2006 ولكن لم تدرجها الدول في القانون الدولي،  في ديباجتها «لقد اعترف المجتمع الدولي بحقوق الأشخاص في اتخاذ القرار بحرية ومسؤولية في الأمور المتعلقة بحياتهم الجنسية، بما في ذلك الصحة الجنسية والإنجابية، بعيداً عن الإكراه والتمييز والعنف». فيما يتعلق بالصحة الإنجابية، فإن المبدأ 9 بشأن «الحق في المعاملة بإنسانية أثناء الاحتجاز» يتطلب "أن تقوم الدول... بتوفير الوصول الكافي للرعاية الطبية والحسول على المشورة المناسبة لاحتياجات المحتجزين، مع الاعتراف بالاحتياجات الخاصة للأشخاص على أساس ميولهم الجنسية وهويتهم الجنسانية، بما في ذلك الصحة الإنجابية، والحصول على معلومات وعلاج فيروس نقص المناعة البشرية / الإيدز والحصول على العلاج الهرموني أو غيره من العلاجات فضلاً عن إعادة تعيين الجنس إذا اقتضت الرغبة. "[ ومع ذلك، فقد اعترضت البلدان الأفريقية والكاريبية والإسلامية، فضلاً عن الاتحاد الروسي، على استخدام هذه المبادئ كمعايير لحقوق الإنسان.

### انتهاكات الدول
وقعت انتهاكات ضد حقوق الإنجاب في ظل الحكومات اليمينية واليسارية. مثل هذه الانتهاكات تتضمن محاولات لزيادة معدل المواليد بالقوة - واحدة من أكثر السياسات الانجابية شهرة في القرن العشرين كانت تلك التي حدثت في رومانيا الشيوعية في الفترة من 1967-1990 خلال حكم الزعيم الشيوعي نيكولاي تشاوشيسكو، الذي تبنى سياسة انجابية عدوانية للغاية شملت حظر الإجهاض ووسائل منع الحمل، واختبارات حمل روتينية للنساء، والضرائب على عدم الإنجاب، والتمييز القانوني ضد الناس الذين ليس لهم أطفال. من الانتهاكات أيضاً محاولات خفض معدل الخصوبة مثل سياسة الطفل الواحد في الصين (1978-2015). مارست الحكومات السلطوية أيضاً الزواج القسري كوسيلة لتحقيق الأهداف السكانية: أجبر نظام الخمير الحمر في كمبوديا الناس بشكل منهجي على الزواج، من أجل زيادة عدد السكان ومواصلة الثورة. . نفذت بعض الحكومات سياسات تحسين النسل من خلال التعقيم الإجباري للمجموعات السكانية «غير المرغوب فيها». نُفذت مثل هذه السياسات ضد الأقليات العرقية في أوروبا وأمريكا الشمالية في القرن العشرين، ومؤخراً في أمريكا اللاتينية ضد السكان الأصليين في التسعينات؛ في بيرو، اتُهم الرئيس ألبرتو فوجيموري (الذي كان يشغل منصبه في الفترة من 1990 إلى 2000) بالإبادة الجماعية وجرائم ضد الإنسانية نتيجة لبرنامج التعقيم الذي وضعته إدارته الذي استهدف السكان الأصليين (ولا سيما الكيتشوا وشعب أيمارا).

### أخرى
صدر أول كتاب قانوني حول قانون الحقوق الإنجابية عام 2015 عن مؤسسة الصحافة بعنوان قضايا حول الحقوق الإنجابية والعدالةمن كتابة ميليسا موراي وكريستين لوكير.

## حظر التعقيم الإجباري والإجهاض القسري
كانت اتفاقية اسطنبول أول وثيقة ملزمة قانونياً في أوروبا في مجال العنف ضد المرأة والعنف المنزلي تحظر التعقيم الإجباري والإجهاض القسري:

## حقوق الإنسان

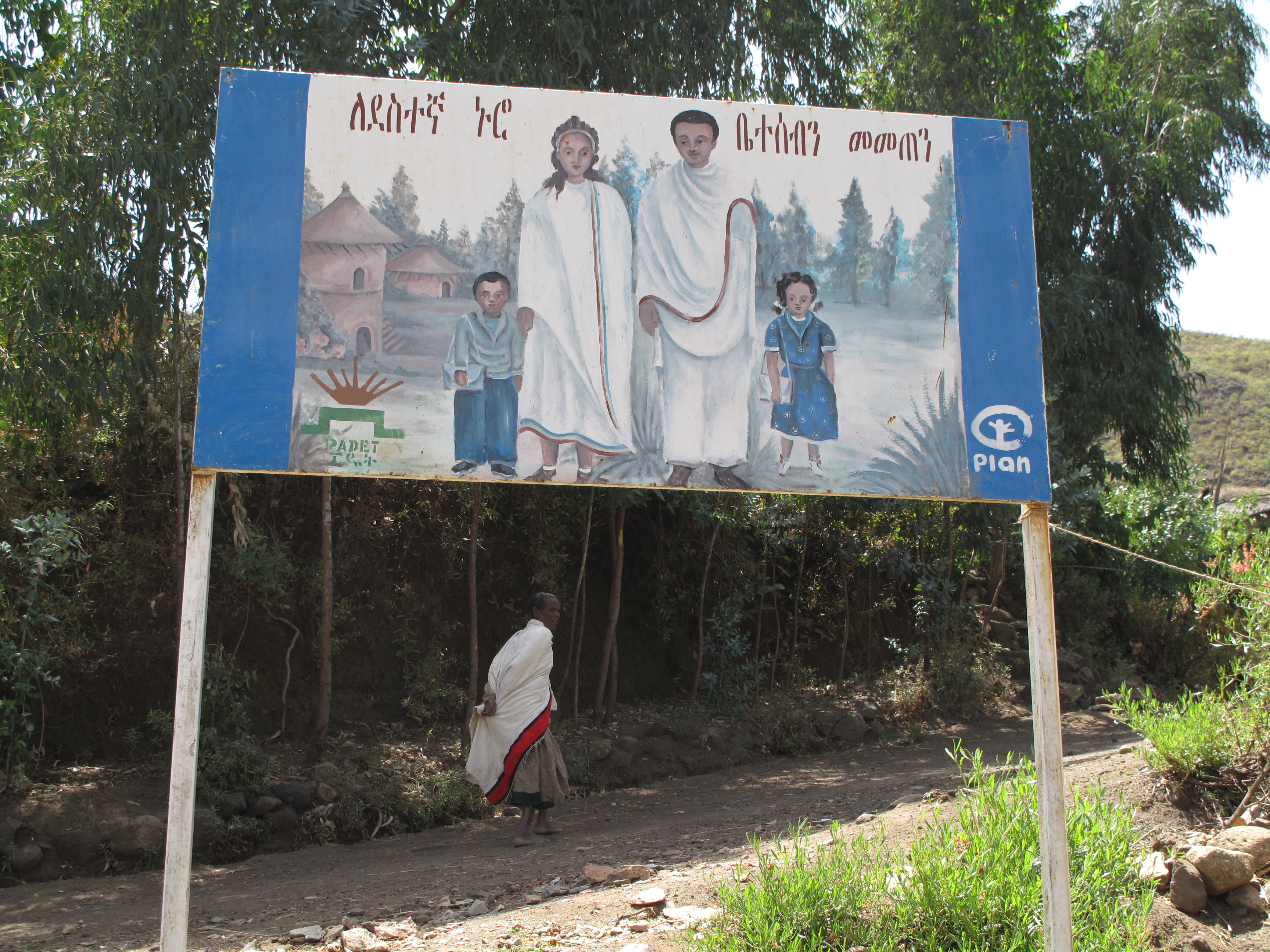
لافتة تظهر الآثار الإيجابية لتنظيم الأسرة (إثيوبيا)

وبما أن معظم الوثائق الدولية لحقوق الإنسان الملزمة قانونياً لا تذكر صراحة الحقوق الجنسية والإنجابية، فإن ائتلافاً واسع النطاق من المنظمات غير الحكومية وموظفي الخدمة المدنية والخبراء العاملين في المنظمات الدولية يشجعون على إعادة تفسير تلك المواثيق لربط إعمال حقوق الإنسان المعترف به دولياً بالفعل بإعمال الحقوق الإنجابية. ويرد مثال على هذا الربط في برنامج عمل القاهرة لعام 1994:

تشمل الحقوق الإنجابية بعض حقوق الإنسان المعترف بها بالفعل في القوانين الوطنية، ووثائق حقوق الإنسان الدولية وغيرها من وثائق الأمم المتحدة ذات الصلة. وتستند هذه الحقوق إلى الاعتراف بالحق الأساسي لجميع الأزواج والأفراد في أن يقرروا بحرية ومسؤولية عدد أطفالهم وتوقيتهم والمباعدة بين الولادات وأن يحصلوا على المعلومات والوسائل اللازمة لذلك، والحق في الحصول على أعلى مستوى من الصحة الجنسية والإنجابية. ويشمل أيضاً حق الجميع في اتخاذ قرارات بشأن الإنجاب خالية من التمييز والإكراه والعنف على النحو الوارد في وثائق حقوق الإنسان. في ممارسة هذا الحق، ينبغي أن تؤخذ في الاعتبار احتياجات أطفالهم الأحياء والمستقبليين ومسؤولياتهم تجاه المجتمع.

وبالمثل، ناقشت منظمة العفو الدولية أن إعمال الحقوق الإنجابية يرتبط بتحقيق سلسلة من حقوق الإنسان المعترف بها، بما في ذلك الحق في الصحة، والحق في التحرر من التمييز، والحق في الخصوصية، والحق في عدم التعرض للتعذيب أو سوء المعاملة. ومع ذلك، لم تقبل جميع الدول إدراج الحقوق الإنجابية في مجموعة حقوق الإنسان المعترف بها دوليًا. في مؤتمر القاهرة، أبدت عدة دول تحفظات رسمية إما لمفهوم الحقوق الإنجابية أو لمحتواها الخاص. أكدت الإكوادور على سبيل المثال ما يلي:

فيما يتعلق ببرنامج عمل مؤتمر القاهرة الدولي للسكان والتنمية، ووفقاً لأحكام الدستور والقوانين في الإكوادور وقواعد القانون الدولي، يؤكد وفد إكوادور، في جملة أمور، على المبادئ التالية المجسدة في دستورها: حرمة الحياة، وحماية الأطفال من لحظة حدوث الحمل، وحرية الضمير والدين، وحماية الأسرة باعتبارها الوحدة الأساسية للمجتمع، والأبوة المسؤولة، وحق الوالدين في تربية أبنائهما، وصياغة خطط السكان والتنمية من قبل الحكومة وفقاً لمبادئ احترام السيادة. وبناء على ذلك، يبدي وفد الإكوادور تحفظاً فيما يتعلق بجميع المصطلحات مثل «تنظيم الخصوبة»، و«إعاقة الحمل»، و«الصحة الإنجابية»، و«الحقوق الإنجابية» و«الأطفال غير المرغوب فيهم»، والذي يمكن أن يشمل الإجهاض بطريقة أو بأخرى، في سياق برنامج العمل.
ووجهت تحفظات مماثلة من الأرجنتين، وجمهورية الدومينيكان، والسلفادور، وهندوراس، ومالطة، ونيكاراغوا، وباراغواي، وبيرو، والكرسي الرسولي. أبدت الدول الإسلامية، مثل بروناي، وجيبوتي، وإيران، والأردن، والكويت، وليبيا، وسوريا، والإمارات العربية المتحدة، واليمن، تحفظات واسعة ضد أي عنصر من عناصر البرنامج يمكن تفسيره على أنه مخالف للشريعة الإسلامية. حتى أن غواتيمالا تساءلت عما إذا كان المؤتمر يمكن أن يعلن بشكل قانوني عن حقوق انسان جديدة.

## حقوق المرأة
يناصر كل من صندوق الأمم المتحدة للسكان (UNFPA) ومنظمة الصحة العالمية (WHO) الحقوق الإنجابية مع التركيز بشكل أساسي على حقوق المرأة. وفي هذا الصدد، تركز الأمم المتحدة ومنظمة الصحة العالمية على مجموعة من القضايا بدءً بالوصول إلى خدمات تنظيم الأسرة، والتربية الجنسية، وسن اليأس، والحد من ناسور الولادة، وانتهاءً بالعلاقة بين الصحة الإنجابية والوضع الاقتصادي.
وتتقدم الحقوق الإنجابية للمرأة في سياق الحق في التحرر من التمييز والوضع الاجتماعي والاقتصادي للمرأة. أوضحت مجموعة بدائل التنمية مع النساء في عصر جديد (DAWN) الرابط في البيان التالي:
السيطرة على الإنجاب هي حاجة أساسية وحق أساسي لجميع النساء. ويرتبط ارتباطاً وثيقاً بصحة المرأة ووضعها الاجتماعي، فضلاً عن الهيئات الاجتماعية القوية للدين، ومراقبة الدولة والجمود الإداري، والربح الخاص، فمن وجهة نظر النساء الفقيرات أن هذا الحق يمكن فهمه وتأكيده على أفضل وجه. تعرف النساء أن الإنجاب ظاهرة اجتماعية وليست ظاهرة شخصية بحتة. كما أننا لا ننكر أن اتجاهات سكان العالم من المرجح أن تمارس ضغطًا كبيرًا على الموارد والمؤسسات بحلول نهاية هذا القرن. لكن أجسادنا أصبحت رهانًا في الصراعات بين الدول والأديان وأرباب الأسر من الذكور والشركات الخاصة. من غير المحتمل أن تنجح البرامج التي لا تأخذ مصالح النساء بعين الاعتبار...
احتفظت حقوق المرأة الإنجابية منذ فترة طويلة بوضع القضية المفتاحية في النقاش حول الانفجار السكاني.
«إن بصيص الأمل الوحيد الذي أستطيع رؤيته - وهو ليس بالكبير - هو أنه أينما أصبحت النساء يسيطرن على حياتهن، سياسياً واجتماعياً، وحيثما تسمح لهن المرافق الطبية بالتعامل مع تحديد النسل وحيثما يسمح لهن أزواجهن بالقيام بهذه القرارات، سينخفض معدل المواليد، النساء لا يردن أن يكون لديهن 12 طفلاً من بينهم تسعة يموتون.» ديفيد أتينبارا 
بُذلت محاولات لتحليل الظروف الاجتماعية والاقتصادية التي تؤثر على إعمال حقوق المرأة الإنجابية. استخدم مصطلح العدالة الإنجابية لوصف هذه القضايا الاجتماعية والاقتصادية الواسعة. يرى أنصار العدالة الإنجابية أنه على الرغم من أن الحق في اجراء الإجهاض بشكل قانوني  واستخدام وسائل منع الحمل مكفول للجميع، إلا أن هذه الخيارات لا تكون ذات مغزى إلا لذوي الموارد، وأن هناك فجوة متنامية بين القدرة على الوصول لهذه الخدمات والقدرة على تحمل التكاليف.

## حقوق الرجال
تطالب منظمات مختلفة بحقوق الإنجاب للرجال، سواء في قضايا الصحة الإنجابية أو غيرها من الحقوق المتعلقة بالتناسل الجنسي.
يوجد ثلاث قضايا دولية في مجال الصحة الإنجابية للرجال هي الأمراض المنقولة جنسياً، والسرطان والذيفان.
وأصبح حق الإنجاب للرجل في الآونة الأخيرة فيما يتعلق بموضوع الأبوة موضع نقاش في الولايات المتحدة. وقد صاغ ميلاني ماكولي وهو محامي في ولاية كارولينا الجنوبية مصطلح «إجهاض الذكور» في مقال صدر في عام 1998. تبدأ النظرية بالافتراض القائل بأنه عندما تصبح المرأة حاملاً، يكون لديها خيار الإجهاض أو التبني أو الأبوة؛ وتجادل النظرية، في سياق المساواة بين الجنسين المعترف بها قانوناً، أنه في المراحل المبكرة من الحمل، ينبغي أن يكون للأب المفترض (المزعوم) الحق في التخلي عن جميع حقوق الوالدين والمسؤولية المالية في المستقبل، تاركاً للأم الخيارات الثلاثة نفسها. وقد تم دعم هذا المفهوم من قبل الرئيس السابق للمنظمة الوطنية للمرأة، المحامية كارين ديكرو. ويؤكد نفاش النسوية حول الخيار الإنجابي للذكر أن القدرة غير المتساوية على الاختيار التي يمر بها الرجال والنساء فيما يتعلق بالأبوة هي دليل على إكراه مفروض من الدولة لصالح الأدوار الاجتماعية التقليدية المحددة لكل نوع.
في عام 2006، أحضر المركز الوطني للرجال قضية في الولايات المتحدة، Dubay v. Wells (التي أطلق عليها بعض الرجال "Roe v. Wade")، والتي قالت أنه في حالة حدوث حمل غير مخطط له، عندما تُبلغ امرأة غير متزوجة رجل أنها حامل، يجب أن تتاح له فرصة للتخلي عن جميع حقوق ومسؤوليات الأبوة. يقول المؤيدون بأن هذا سيسمح للمرأة بالوقت لاتخاذ قرار سليم وإعطاء الرجال نفس الحقوق الإنجابية مثل النساء. في رفضها للقضية، صرحت محكمة الاستئناف الأمريكية (الدائرة السادسة) أن «التعديل الرابع عشر لا ينكر على الدولة سلطة التعامل مع فئات مختلفة من الأشخاص بطرق مختلفة».
تُناقش بشدة فرصة منح الرجال الحق في الإجهاض القانوني.

## ثنائية الجنس وحقوق الإنجاب
ثنائية الجنس - في البشر والحيوانات الأخرى - هي تباين في الخصائص الجنسية بما في ذلك الكروموسومات، والغدد التناسلية، أو الأعضاء التناسلية، ولا يتم تعريف الفرد بوضوح كذكر أو أنثى. قد يتضمن هذا التباين غموض الأعضاء التناسلية، ومجموعات من النمط الجيني الكروموسومي والنمط الظاهري غير XY-male وXX-female. غالبًا ما يخضع الأشخاص ثنائيي الجنس إلى علاجات جراحية وهرمونية لتطبيع الجنس في مرحلة الرضاعة والطفولة، وغالبًا ما تتضمن أيضًا التعقيم.
بدأت وكالات الأمم المتحدة تأخذ ملحوظات حول الموضوع. في 1 فبراير / شباط 2013، أصدر Juan E Mendés، مقرر الخاص للأمم المتحدة المعني بالتعذيب وغيره من ضروب المعاملة أو العقوبة القاسية أو اللاإنسانية أو المهينة بياناً يدين التدخل الجراحي غير التوافقي على الأشخاص ثنائيي الجنس. وجاء في تقريره أن «الأطفال الذين يولدون بصفات جنسية غير نمطية غالباً ما يخضعون لإعادة تعيين الجنس التي لا رجعة فيها، التعقيم اللإرادي، جراحة تطبيع الأعضاء التناسلية لاإرادية، تتم بدون موافقتهم، أو موافقة بوالديهم» في محاولة لإصلاح جنسهم «مما يجعلهم يعانون من عقم دائم لا علاج له ويتسببون في معاناة نفسية شديدة». في أيار / مايو 2014، أصدرت منظمة الصحة العالمية بياناً مشتركاً بشأن القضاء على التعقيم القسري والإجباري وغير الطوعي، وبيان مشترك بين الوكالات يضم مفوضية الأمم المتحدة لحقوق الإنسان وهيئة الأمم المتحدة للمرأة وبرنامج الأمم المتحدة المشترك لفيروس نقص المناعة البشرية/الإيدز وبرنامج الأمم المتحدة الإنمائي واليونيسيف. يشير التقرير إلى «التطبيع الجنسي أو أيٍ من الإجراءات الأخرى» الجراحية اللاإرادية على «الأشخاص ثنائيي الجنس». ويشكك في الضرورة الطبية لمثل هذه العلاجات، وقدرة المرضى على الموافقة، وضعف الأدلة لمثل هكذا اجراءات. يوصي التقرير بمجموعة من المبادئ التوجيهية لمنع التعقيم الإجباري في العلاج الطبي، بما في ذلك ضمان استقلالية المريض في اتخاذ القرار، وضمان عدم التمييز والمساءلة والحصول على العلاجات.

## حقوق الشباب والوصول لها

### القاصرين
في العديد من السلطات القضائية، يُطلب من القاصر الحصول على موافقة الوالدين أو إخطار الوالدين من أجل الوصول إلى مختلف الخدمات الإنجابية، مثل منع الحمل، والإجهاض، والاستشارات النسائية، واختبار الأمراض المنقولة جنسياً، إلخ. واحتياج القاصرين لموافقة / إخطار الوالدين لاختبار فيروس نقص المناعة البشرية / الإيدز هو أمر مثير للجدل خاصة في المناطق التي يتوطن فيها المرض، فهو موضوع حساس. تعتبر الموازنة بين حقوق القاصرين وحقوق الوالدين مشكلة أخلاقية في الطب والقانون، وكانت هناك العديد من القضايا حول هذا الموضوع في محاكم الولايات المتحدة. ومن المفاهيم الهامة التي اعترفت بها اتفاقية حقوق الطفل منذ عام 1989، مفهوم القدرات المتطورة للقاصر، أي أنه ينبغي للقاصرين، وفقاً لنضجهم ومستوى فهمهم، المشاركة في القرارات التي تؤثر عليهم.
وكثيراً ما يُحرم الشباب من الحصول على خدمات الصحة الإنجابية بشكل متساوٍ لأن العاملين في مجال الصحة ينظرون إلى النشاط الجنسي للمراهقين على أنه غير مقبول،  أو يرون أن التربية الجنسية هي مسؤولية الوالدين. مقدمي الخدمات الصحية الإنجابية لا يتحملون سوى قدر ضئيل من المساءلة فيما ينعلق بالشباب، وهو عامل أساسي في حرمان الشباب من الحصول على الرعاية الإنجابية. في العديد من البلدان، وبغض النظر عن التشريع، يُحرم القصر من أبسط رعاية إنجابية، إذا لم يرافقهم الوالدان: في الهند، على سبيل المثال، في عام 2017، فتاة في السابعة عشرة من عمرها رفضتها عائلتها بسبب حملها، كما رُفِضت من قبل المستشفيات وولدت طفلها في الشارع. في السنوات الأخيرة، كان انعدام الحقوق الإنجابية للمراهقين مصدر قلق للمنظمات الدولية، مثل صندوق الأمم المتحدة للسكان.
تعتبر منظمة الصحة مشاركة الوالدين الإلزامية في الحالات التي يكون فيها القاصر يتمتع بنضج كافٍ لفهم وضعه انتهاكًا لحقوق القاصر وإضرارًا بصحته. انتقدت منظمة الصحة العالمية قوانين موافقة / إخطار الوالدين:

يتخذ التمييز في أماكن الرعاية الصحية أشكالاً عديدة ويتجلى غالباً عندما يحرم الفرد أو المجموعة من الوصول إلى خدمات الرعاية الصحية التي تكون متاحة للآخرين. ويمكن أن يحدث أيضًا من خلال رفض الخدمات التي لا تحتاجها سوى مجموعات معينة، مثل النساء. وتشمل أمثلة ذلك، تعرض أفراد معينين أو مجموعات معينة للإساءة الجسدية أو اللفظية أو العنف ؛ العلاج اللا إرادي وخرق السرية و/ أو الحرمان من اتخاذ القرارات المستقلة، مثل شرط موافقة الوالدين أو الزوجين أو الأوصياء على العلاج؛ وعدم وجود موافقة حرة ومبنية على علم. [...] يجب أن تحترم القوانين والسياسات مبادئ الاستقلال في اتخاذ القرارات المتعلقة بالرعاية الصحية؛ وتضمن الموافقة الحرة والمستنيرة والخصوصية والسرية؛ وتحظر اختبار فيروس نقص المناعة البشرية الإلزامي؛ حظر إجراءالفحصوصات التي لا تفيد الفرد أو الجماعة؛ وحظر العلاج بالإكراه وطلب الزام إخطار طرف ثالث."

وفقًا لليونيسف: "عند التعامل مع الصحة الجنسية والإنجابي، يصبح الالتزام بإبلاغ الوالدين والحصول على موافقتهم حاجزًا كبيرًا مع وجود عواقب على حياة المراهقين والصحة العامة بشكل عام". إحدى القضايا المحددة التي ينظر إليها على أنها شكل من أشكال نفاق المشرعين هو وجود سن أعلى للحصول على الموافقة الطبية في الصحة الإنجابية والجنسية من سن الموافقة الجنسية - في مثل هذه الحالات يسمح القانون للشباب بالانخراط في النشاط الجنسي، ولكن لا يسمح لهم الموافقة على الإجراءات الطبية التي قد تنشأ عن النشاط الجنسي؛ وتقول منظمة الأمم المتحدة للطفولة (اليونيسيف) إنه "فيما يتعلق بمسائل الصحة الجنسية والإنجابية، لا ينبغي أن يكون الحد الأدنى لسن الموافقة الطبية أعلى من سن الموافقة الجنسية.""

### أفريقيا
.
```

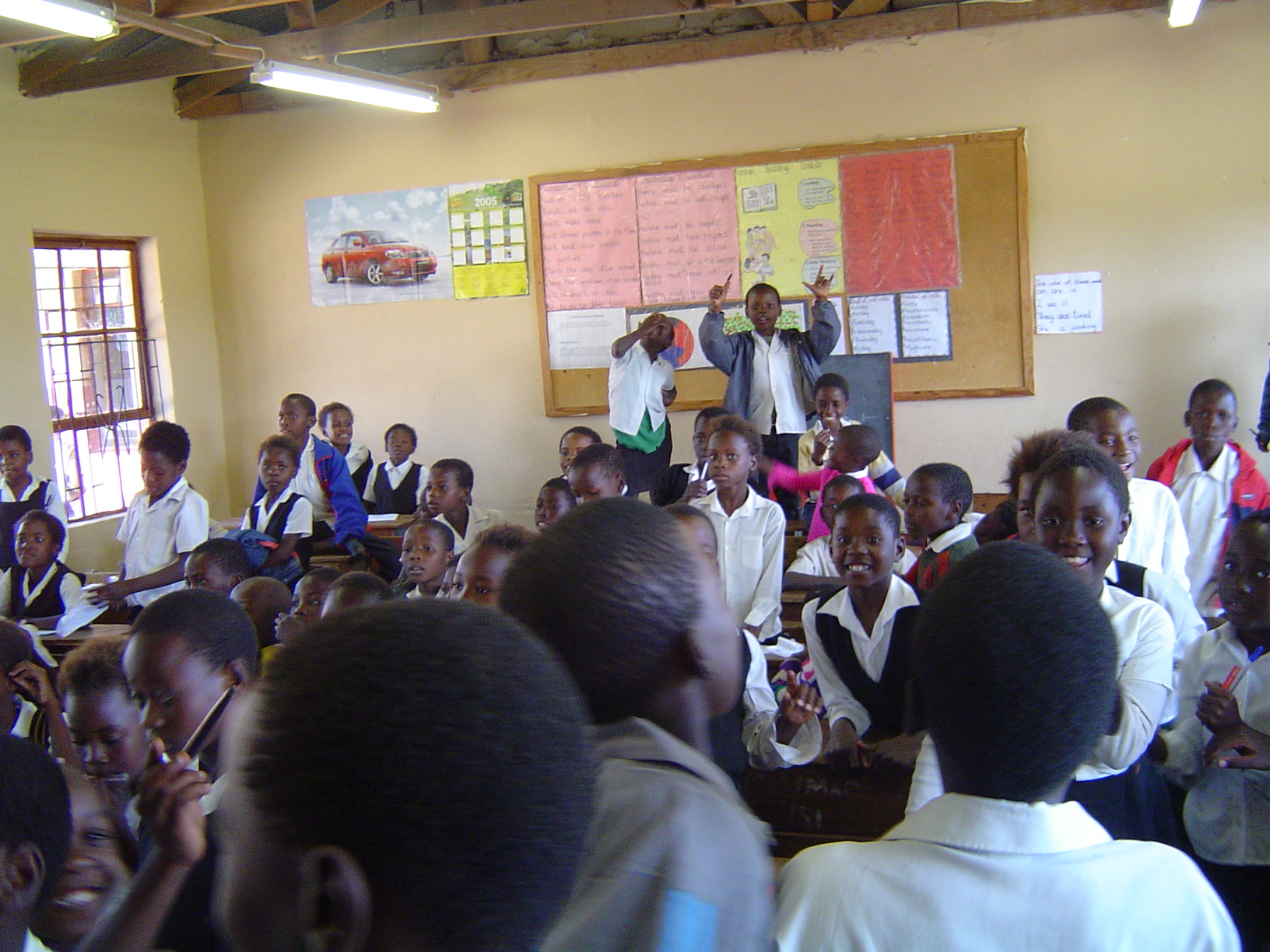
A classroom in South Africa, taken from the Wiki Commons.

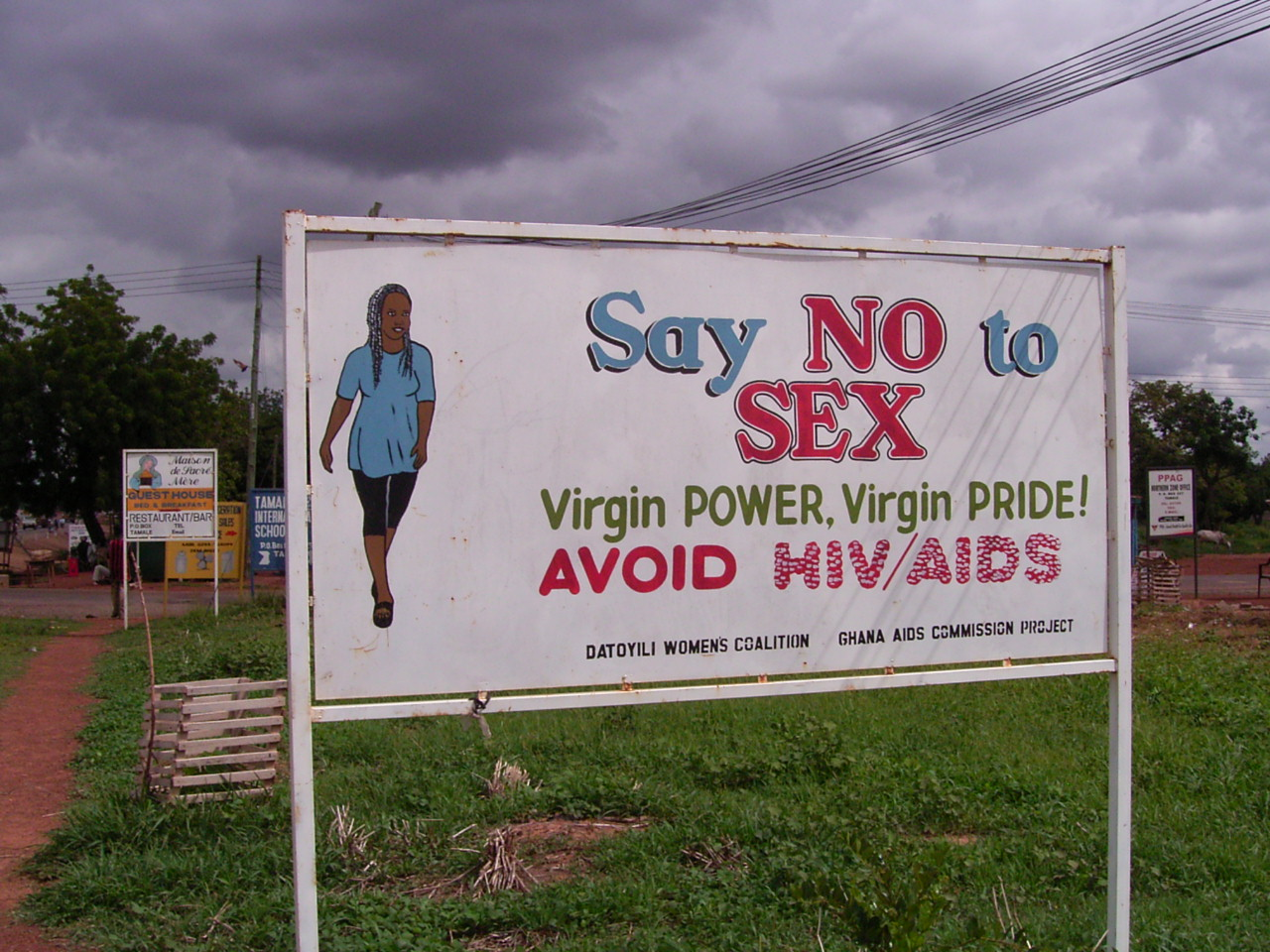
إعلان يشجع على الامتناع عن ممارسة الجنس في غانا: إعلان لا للجنس (مكافحة فيروس نقص المناعة البشرية / الإيدز - اللافتات). التثقيف الجنسي القائم على العفة هو شكل من أشكال التثقيف الجنسي الذي يعلّم عدم ممارسة الجنس خارج إطار الزواج، ويستبعد في الغالب أنواع أخرى من التثقيف في مجال الصحة الجنسية والإنجابية، مثل تحديد النسل والجنس الآمن. على النقيض من ذلك، يشمل التثقيف الجنسي الشامل استخدام وسائل منع الحمل والامتناع عن ممارسة الجنس.

تنبع العديد من حالات الحمل غير المقصودة من استخددام وسائل منع الحمل التقليدية أو عدم وجود وسائل 
منع الحمل
.
[
58
]
```

التربية الجنسية للشباب في أوغندا منخفضة نسبياً. لا يتم تعليم التثقيف الجنسي الشامل بشكل عام في المدارس؛ حتى لو كان يتم ذلك، فإن غالبية الشباب لا يذهبون إلى المدرسة بعد سن الخامسة عشرة، لذلك بغض النظر ستكون المعلومات محدودة.
تشهد أفريقيا معدلات عالية من الحمل غير المقصود، إلى جانب ارتفاع معدلات الإصابة بفيروس نقص المناعة البشرية / الإيدز. الشابات اللواتي تتراوح أعمارهن بين 15 و24 سنة أكثر عرضة للإصابة بفيروس نقص المناعة البشرية / الإيدز بثمانية أضعاف من الشبان. أفريقيا جنوب الصحراء الكبرى هي المنطقة الأكثر تضرراً بفيروس نقص المناعة البشرية / الإيدز في العالم، حيث يتعايش 25 مليون شخص تقريباً مع المرض حسب احصائيات عام 2015. وأفريقيا جنوب الصحراء مسؤولة عن ثلثي إجمالي الإصابات الجديدة بفيروس نقص المناعة البشرية.
تشكل محاولة الإجهاض والإجهاض غير الآمن خطرا على الشباب في أفريقيا. في المتوسط، هناك 2.4 مليون عملية إجهاض غير آمنة في شرق أفريقيا، و1.8 مليون في غرب أفريقيا، وأكثر من 900000 في أفريقيا الوسطى، وأكثر من 100,000 في جنوب أفريقيا كل عام.
في أوغندا، يعد الإجهاض غير قانوني إلا في حالة إنقاذ حياة الأم. ومع ذلك، فإن 78٪ من المراهقين يبلغون عن معرفة الشخص الذي قام بإجراء عملية إجهاض، ولا تقوم الشرطة دائمًا بمقاضاة كل من قام بالإجهاض. ما يقدر بنحو 22 ٪ من جميع وفيات الأمومة في المنطقة تنبع من الإجهاضات غير القانونية وغير الآمنة.

### الاتحاد الأوروبي
قامت أكثر من 85٪ من النساء الأوروبيات (من جميع الأعمار) باستخدم نوعٍ من أنواع تحديد النسل في حياتهن. يستخدم الأوروبيون حبوب منع الحمل والواقيات الذكرية باعتبارها وسائل منع الحمل الأكثر استخداما.
أصبح تنظيم الأسرة بارزًا في جميع أنحاء المنطقة، كما أن معظم المحرمات المتعلقة بالجنس قد تم رفعها أو تقليصها. أنشئت مراكز الصحة الجنسية والإنجابية للشباب في معظم أنحاء المنطقة. في السويد، قام حوالي 80٪ من الفتيات و17٪ من الأولاد بزيارة مراكز الشباب هذه، والتي توفر جميع أو تقريباً جميع الخدمات التي يحتاجها الشباب بتكلفة بسيطة أو بدون مقابل. السويد لديها أعلى نسبة من استخدام موانع الحمل مدى الحياة، مع 96 ٪ من سكانها يدعون أنهم استخدموا وسائل منع الحمل في مرحلة ما من حياتهم. السويد لديها أيضاً معدل ابلاغ ذاتي عالي عن استخدام حبوب منع الحمل التالية للجماع. أظهر استطلاع غير رسمي أجري عام 2007 لسويديين في الثامنة عشرة من العمر أن ثلاثة من كل أربعة شبان كانوا ناشطين جنسياً، حيث أفاد 5٪ منهم أنهم أجروا عملية إجهاض و4٪ أبلغوا عن تقلص في الأمراض المنقولة جنسياً. توجد مراكز مماثلة في إستونيا وفنلندا والبرتغال.
تختلف وجهات النظر حول الممارسة الجنسية في جميع أنحاء المنطقة. على سبيل المثال، في المملكة المتحدة، ينظر عموماً إلى الجنس بين الشباب على أنه مشكلة في حاجة إلى حل. في هولندا، يُنظر إلى الجنس بين الشباب على أنه أمر طبيعي، وبالتالي لا تتم مناقشته من حيث الحلول، وإنما من حيث ضمان الممارسات الآمنة. ومع ذلك، تميل المملكة المتحدة إلى التركيز على وقف السلوك الجنسي، بينما تركز هولندا على بناء احترام الذات والعلاقات الصحية.

### أمريكيا اللاتينية
لقد أصبحت أمريكا اللاتينية موضع اهتمام دولي بسبب قوانينها القاسية لمكافحة الإجهاض. أمريكا اللاتينية هي موطن لبعض الدول القليلة في العالم التي لديها حظر كامل على الإجهاض، حتى دون استثناء لإنقاذ حياة الأمهات. وفي بعض هذه البلدان، وعلى وجه الخصوص في أمريكا الوسطى، فإن إنفاذ مثل هذه القوانين عدواني للغاية: فقد لفتت السلفادور ونيكاراغوا الانتباه الدولي إلى التطبيق الصارم للحظر الكامل على الإجهاض. في عام 2017، خففت شيلي من حظرها الكامل، مما سمح بإجراء الإجهاض عندما تكون حياة المرأة في خطر، وعندما يكون الجنين غير قادر على الاستمرار، أو في حالات الاغتصاب.
في الإكوادور، يلعب التعليم والصف الدراسي دورًا كبيرًا في وضع تعريف للنساء الشابات القادرات على الحمل واللواتي لا يحملن - 50٪ من الشابات الأميات يحملن، مقارنة بـ 11٪ من الفتيات اللاتي حصلن على تعليم ثانوي. وينطبق الشيء نفسه على الأفراد الأكثر فقراً - حيث تحمل 28٪ في حين أن 11٪ فقط من الشابات في الأسر الأكثر ثراءً. وعلاوة على ذلك، فإن الوصول إلى الحقوق الإنجابية، بما في ذلك وسائل منع الحمليعتبر محدود، بسبب السن والنظرة لأخلاق المرأة. غالبًا ما يناقش مقدمو الرعاية الصحية وسائل منع الحمل نظريًا، وليس كجهاز يستخدم بشكل منتظم. غالباً ما تعتبر القرارات المتعلقة بالنشاط الجنسي سرية ومن التابوهات، فضلاً عن عدم القددرة على الوصول إلى معلومات دقيقة. وزيادة على ذلك، فإن الشابات يتمتعن بوصول أسهل بكثير إلى الرعاية الصحية للأمهات أكثر من وسائل منع الحمل، مما يساعد على تفسير ارتفاع معدلات الحمل في المنطقة.
تزيد معدلات حمل المراهقات في أمريكا اللاتينية على المليون كل عام.

### الأردن
لا يوجد في الأردن تثقيف جنسي في النظام المدرسي. حتى عندما يشتمل المنهج على معلومات حول القضايا الجنسية، فإن المدرسين يكونون قادرين على التخلص منها، خشية إزعاج الآباء أو الشعور بعدم الارتياح. يرغب الشباب في البلاد في الحصول على معلومات شاملة وصحيحة ودقيقة من مقدمي الرعاية الصحية، على الرغم من أنهم نادراً ما يبلغون عن تجربتهم لذلك. يساوي كثير من الشباب الصحة الإنجابية بصحة الأم، ولا يعترفون بالاتصال مع أنفسهم قبل الحمل.
تختلف إمكانية الوصول وتوافر العيادات في الأردن حسب الموقع. بعض القرويين يجدون صعوبة في الوصول إلى العيادات، بسبب ارتفاع تكلفة النقل والمسافة التي يجب تغطيتها. غالبًا ما تكون مراكز الرعاية الصحية مكتظة وغير مجهزة، مع ساعات عمل محدودة. يبلغ الشباب عن أوقات الانتظار الطويلة والظروف غير الصحية في العيادات. تختلف التجارب الشخصية مع العاملين في مجال الرعاية الصحية، مع شعور بعض الشباب كما لو أنهم تلقوا معاملة غير محترمة وغير عادلة.

### الولايات المتحدة الأمريكية
من بين المراهقين ذوي التجربة الجنسية، يستخدم 78 ٪ من المراهقات و85 ٪ من المراهقين الذكور وسائل منع الحمل في المرة الأولى التي يمارسون فيها الجنس؛ 86٪ و93٪ من هؤلاء الإناث والذكور على التوالي، أبلغوا عن استخدام وسائل منع الحمل في المرة الأخيرة التي مارسوا فيها الجنس. يعتبر الواقي الذكري هو الطريقة الأكثر استخدامًا خلال ممارسة الجنس الأول، على الرغم من أن 54٪ من الشابات في الولايات المتحدة يعتمدن على حبوب منع الحمل.
الشباب في الولايات المتحدة ليسوا ناشطين جنسياً أكثر من الأفراد في البلدان المتقدمة الأخرى، لكنهم أقل معرفة بكثير بأساليب منع الحمل والممارسات الجنسية الآمنة. اعتباراً من عام 2006، طلبت نحو عشرون ولاية فقط التثقيف الجنسي في المدارس - من هؤلاء، عشر فقط طلبوا معلومات حول وسائل منع الحمل. على وجه العموم، فإن أقل من 10٪ من الطلاب الأمريكيين يتلقون تعليماً جنسياً يشمل للإجهاض، والمثلية الجنسية، والعلاقات، والحمل، والوقاية من الأمراض المنقولة جنسياً. تم استخدام التعليم القائم على العفة فقط في معظم أنحاء الولايات المتحدة في تسعينيات القرن العشرين وأوائل الألفية الثانية. واستناداً إلى المبدأ الأخلاقي بأن الجنس خارج الزواج غير مقبول، كثيراً ما تضلل البرامج الطلاب بشأن حقوقهم في ممارسة الجنس، والتوابع لهذا الفعل، والوقاية من الحمل والأمراض المنقولة عن طريق الاتصال الجنسي.
ووفقًا لإحصاءات عام 2006، فإن واحدًا من كل ثلاثة أشخاص في الولايات المتحدة سوف يلتقط أحد الأمراض المنقولة جنسياً في سن 24 عامًا و20 عامًا، وكان أربعين بالمائة من النساء حوامل. وفقاً لمراكز مكافحة الأمراض واتقائها، يشكل الشباب الذين تتراوح أعمارهم بين 15-24 سنة 50 ٪ من جميع الأمراض المنقولة جنسياً الجديدة، وأكثرها انتشاراً هو فيروس الورم الحليمي البشري والكلاميديا. يمكن أن يكون تنظيم الأسرة في الولايات المتحدة مكلفًا وغالباً ما لا يغطيه خطط التأمين. ومع ذلك، كانت البداية الفعالة في 23 سبتمبر 2010، بعد إقرار قانون الرعاية بأسعار معقولة، تتوفر الخدمات الوقائية، بما في ذلك وسائل منع الحمل، وفحوصات الأمراض المنقولة جنسياً والاستشارة، لجميع النساء المُؤَمِنات دون أي مشاركة في الأجور.
في 24 ولاية، تم إصدار تشريع يطلب من النساء اللواتي يبحثن عن الإجهاض إجراء تصوير بالموجات فوق الصوتية قبل 24 ساعة على الأقل. بالإضافة إلى طلب الموجات فوق الصوتية، أقرت ولايات عديدة مثل ولاية تكساس تشريعات تطلب من المراكز التي تقوم بالإجهاض أن يتم تصنيفها كمراكز جراحية جوالة، على الرغم من معدلات مضاعفات الإجهاض المنخفضة للغاية كل عام. ينظر الكثير من الناس إلى هذا النوع من التشريعات كوسيلة لمنع النساء من الحصول على عمليات الإجهاض. ألغت المحكمة العليا في الولايات المتحدة قانون ولاية تكساس الأخير الذي كان من شأنه أن يقلل من عدد المنشآت القادرة على إعطاء الإجهاض إلى ثمانية فقط في الولاية.

## ضعف المعرفة حول الحقوق
أحد الأسباب وراء ضعف حقوق الإنجاب في العديد من الأماكن، هو أن الغالبية العظمى من السكان لا يعرفون القانون. ليس فقط أن الناس العاديين غير المطّلعين، ولكن كذلك الأطباء. وجدت دراسة أجريت في البرازيل على الأطباء أن هناك جهلًا كبيرًا وسوء فهم للقانون المتعلق بالإجهاض (وهو مقيَّد بشدة، ولكنه ليس غير قانوني تمامًا). في غانا، يُسمح بالإجهاض، على الرغم من تقييده، لعدة أسباب، لكن 3٪ فقط من النساء الحوامل و6٪ ممن يسعون للإجهاض كانوا على علم بالوضع القانوني للإجهاض. في نيبال، تم إضفاء الشرعية على الإجهاض في عام 2002، لكن دراسة في عام 2009 وجدت أن نصف النساء فقط يعرفن أن الإجهاض قد تم تقنينه. كثير من الناس أيضاً لا يفهمون القوانين المتعلقة بالعنف الجنسي: في المجر، حيث كان الاغتصاب الزوجي غير قانوني في عام 1997، في دراسة عام 2006، لم يكن 62٪ من الناس يعرفون أن الاغتصاب الزوجي كان جريمة. ينص برنامج الأمم المتحدة الإنمائي على أنه من أجل تعزيز العدالة بين الجنسين، «يجب على النساء أن يعرفن حقوقهن وأن يكون بإمكانهن الوصول إلى النظم القانونية»،  وأن إعلان الأمم المتحدة لعام 1993 بشأن القضاء على العنف ضد المرأة يقع في المادة 4 (د) [...] «ينبغي للدول أيضاً أن تبلغ المرأة بحقوقها وتلمتس الإنصاف من خلال هذه الآليات».

## المساواة بين الجنسين والعنف ضد المرأة
إن معالجة قضايا العنف القائم على أساس الجنس أمر مهم لتحقيق الحقوق الإنجابية. يشير صندوق الأمم المتحدة للسكان إلى «المساواة والإنصاف بين الرجال والنساء، لتمكين الأفراد من اتخاذ خيارات حرة ومستنيرة في جميع مجالات الحياة، بعيداً عن التمييز على أساس الجنس» و«الأمن الجنسي والإنجابي، بما في ذلك التحرر من العنف الجنسي والإكراه، والحق في الخصوصية،» كجزء من تحقيق،  015-02-17}}</ref> وينص على أن الحق في الحرية والأمن للشخص يعتبر أساسي للحقوق الإنجابية يُلزم الدول بما يلي:
- اتخاذ تدابير لمنع ومعاقبة والقضاء على جميع أشكال العنف ضد المرأة
- القضاء على تشويه / بتر الأعضاء التناسلية للإناث

تنص منظمة الصحة العالمية على ما يلي:
«تهدف الحقوق الجنسانية والإنجابية (GRR) إلى تعزيز وحماية حقوق الإنسان والمساواة بين الجنسين من حيث صلتها بالصحة الجنسية والإنجابية من خلال وضع استراتيجيات وآليات لتعزيز العدالة بين الجنسين والمساواة وحقوق الإنسان في الأنشطة العالمية والوطنية للإدارة، في سياق عمل الإدارة نفسها وتحديد أولوياتها».
تكتب منظمة العفو الدولية ما يلي:
ينتهك العنف ضد المرأة حقوق المرأة في الحياة والسلامة البدنية والعقلية، إلى أعلى مستوى صحي يمكن بلوغه، وإلى التحرر من التعذيب وينتهك حقوقها الجنسية والإنجابية ".
إحدى القضايا الرئيسية لتحقيق الحقوق الإنجابية هي تجريم الاعتداء الجنسي. إذا لم تكن المرأة محمية من الاتصال الجنسي القسري، فهي ليست محمية من الحمل القسري، أي الحمل من الاغتصاب. من أجل أن تكون المرأة قادرة على الحصول على حقوق الإنجاب، يجب أن يكون لها الحق في الاختيار مع من ومتى تتكاثر؛ وقبل كل شيء، تقرر متى وتحت أي ظروف تكون فيها نشطة جنسياً. في العديد من البلدان، لا تُحترم حقوق المرأة هذه، لأن المرأة ليس لديها خيار فيما يتعلق بشريكها، حيث أن الزواج القسري وزواج الأطفال أمر شائع في أجزاء من العالم؛ وليس لديهم أي حقوق فيما يتعلق بالنشاط الجنسي، حيث أن العديد من البلدان لا تسمح للنساء برفض ممارسة الجنس عندما لا يرغبن في ذلك (لأن الاغتصاب الزوجي لا يتم تجريمه في تلك الدول) أو يمارسن الجنس بالتراضي إذا كنّ يردن (لأن الجنس خارج الزواج غير قانوني في تلك البلدان). بالإضافة إلى العوائق القانونية، هناك أيضا حواجز اجتماعية، لأنه في العديد من البلدان من المتوقع أن تخضع المرأة جنسياً بشكل كامل لزوجها (على سبيل المثال، في إحدى الاستقصاءات، 74٪ من النساء في مالي ذكرن أن الزوج له ما يبرر ضربه للزوجة إذا رفضت ممارسة الجنس معه)، في حين أن العلاقات الجنسية / الرومانسية التي لا يوافق عليها أفراد العائلة، أو الجنس بشكل عام خارج الزواج، يمكن أن يؤدي إلى عنف خطير، مثل جرائم الشرف.

## فيروس نقص المناعة البشرية / الإيدز
| لا يوجد بيانات <0.10 0.10–0.5 0.5–1 | 1–5 5–15 15–50 |

يقدر الانتشار بنسبة مئوية من فيروس نقص المناعة البشرية بين الشباب (15-49) لكل بلد اعتبارًا من عام 2011.
لا يوجد بيانات
<0.10
0.10–0.5
0.5–1
1–5
5–15
15–50

وفقا لمركز مكافحة الأمراض، «HIV تعني فيروس نقص المناعة البشرية. فهو يضعف جهاز المناعة لدى الشخص من خلال تدمير الخلايا الهامة التي تحارب المرض والعدوى. لا يوجد علاج فعال لفيروس نقص المناعة البشرية. ولكن مع الرعاية الطبية المناسبة، يمكن السيطرة على فيروس نقص المناعة البشرية.» يعد التحسن في مجال فيروس نقص المناعة البشرية جانباً مهماً من جوانب الحقوق الإنجابية لأن الفيروس يمكن أن ينتقل من الأم إلى الطفل أثناء الحمل أو الولادة، أو عن طريق حليب الثدي.
تنص منظمة الصحة العالمية على ما يلي: «يحق لجميع النساء، بما في ذلك المصابات بفيروس نقص المناعة البشرية» أن يقررن بحرية ومسؤولية عدد أطفالهن والمباعدة بين الولادات وأن يحصلن على المعلومات والتثقيف والوسائل التي تمكنهن من ممارسة هذه الحقوق ." ". إن الحقوق الإنجابية للأشخاص المصابين بفيروس نقص المناعة البشرية، وصحتهم، مهمة للغاية. العلاقة بين فيروس نقص المناعة البشرية والحقوق الإنجابية موجودة فيما يتعلق بأربعة قضايا رئيسية:
- منع الحمل غير المرغوب فيه
- المساعدة للتخطيط للحمل المرغوب
- الرعاية الصحية أثناء وبعد الحمل
- الوصول إلى خدمات الإجهاض

## الطفل والزواج القسري
تذكر منظمة الصحة العالمية أن حقوق الإنجاب وصحة الفتيات في زواج الأطفال تتأثر سلبًا. يصنف صندوق الأمم المتحدة للسكان
الزواج من الأطفال بأنه «انتهاك لحقوق الإنسان» وتذكر أنه في البلدان النامية، تُزوج واحدة من كل ثلاث بنات قبل بلوغ سن 18 عاماً، وواحد من بين كل تسعة يتزوجن تحت سن 15 عاماً. الزواج القسري هو زواج يتزوج فيه واحد أو أكثر من الأطراف دون موافقته أو ضد إرادته أو إرادتها. اتفاقية اسطنبول، وهي أول وثيقة ملزمة قانونياً في أوروبا في مجال العنف ضد المرأة والعنف المنزلي،  وتطلب من البلدان التي تصادق عليها حظر الزواج القسري (المادة 37) وضمان إمكانية إلغاء الزواج القسري بسهولة دون مزيد من الإيذاء (المادة 32).

## وفيات الأمومة

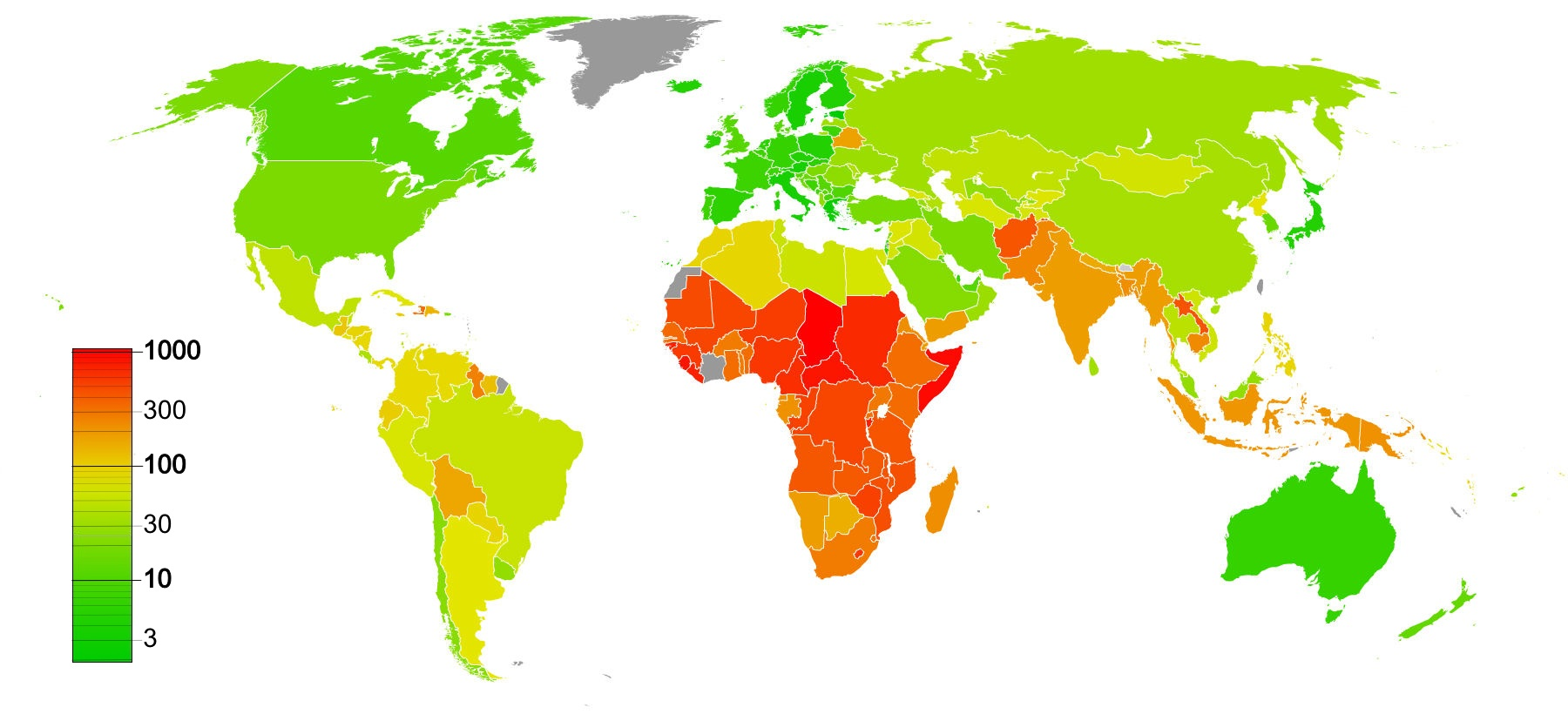
معدل وفيات الأمهات في جميع أنحاء العالم، كما يعرف بأنه عدد الوفيات النفاسية لكل 000 100 مولود حي من أي سبب يتصل أو يتفاقم بسبب الحمل أو معالجته، باستثناء أسباب عرضية أو طارئة
.

تحدد منظمة الصحة العالمية وفيات الأمومة بأنها «وفاة امرأة أثناء الحمل أو خلال 42 يومًا من إنهاء الحمل، بغض النظر عن مدة ومكان الحمل، من أي سبب متصل أو متفاقم بسبب الحمل ولكن ليس لسبب عرضي أو طارئ.» ويقدر أنه في عام 2015، تشير التقديرات إلى أنه في عام 2015، توفيت حوالي 303000 امرأة أثناء وبعد الحمل والولادة، و99 ٪ من هذه الوفيات تحدث في البلدان النامية.

## قضايا

### تنفيذ برنامج عمل القاهرة
يختلف تنفيذ برنامج عمل القاهرة بشكل كبير من بلد إلى آخر. في العديد من البلدان، برزت توترات ما بعد المؤتمر الدولي للسكان والتنمية بفعل تطبيق النهج القائم على حقوق الإنسان. منذ المؤتمر الدولي للسكان والتنمية، قامت بلدان كثيرة بتوسيع برامج الصحة الإنجابية وحاولت دمج خدمات صحة الأم والطفل مع تنظيم الأسرة. يتم إيلاء المزيد من الاهتمام لصحة المراهقين وعواقب الإجهاض غير الآمن. تلاحظ لارا كنودسين أن المؤتمر الدولي للسكان والتنمية قد نجح في الحصول على لغة نسوية في أدبيات الحكومات والسكان، ولكن في العديد من البلدان لم يتم تطبيق المفاهيم الأساسية على نطاق واسع. في اجتماعين تحضيريين لاستعراض وتقييم المؤتمر الدولي للسكان والتنمية بعد عشر سنوات من انعقاده (ICPD+10) في آسيا وأمريكا اللاتينية، كانت الولايات المتحدة، تحت إدارة جورج دبليو بوش، الدولة الوحيدة التي عارضت برنامج عمل المؤتمر الدولي للسكان والتنمية.

### الإجهاض
ووفقاً لدراسة أجرتها منظمة الصحة العالمية ومعهد Guttmacher في جميع أنحاء العالم، فإن 25 مليون عملية إجهاض غير آمنة (45٪ من جميع حالات الإجهاض) حدثت كل عام بين عامي 2010 و2014. 97٪ من حالات الإجهاض غير الآمن تحدث في البلدان النامية في إفريقيا وآسيا وأمريكا اللاتينية. وعلى النقيض من ذلك، فإن معظم حالات الإجهاض التي تحدث في أوروبا الغربية والشمالية وأمريكا الشمالية آمنة.
تعتبر اتفاقية القضاء على جميع أشكال التمييز ضد المرأة أن تجريم الإجهاض هو "انتهاك للصحة والحقوق الجنسية والإنجابية للمرأة" وشكل من أشكال "العنف القائم على النوع"؛ وتنص الفقرة 18 من توصيتها العامة رقم 35 بشأن العنف ضد المرأة على أساس النوع، وتحديث التوصية العامة رقم 19 على ما يلي: "انتهاك الصحة والحقوق الجنسية والإنجابية للمرأة، مثل التعقيم القسري والإجهاض القسري والحمل القسري وتجريم الإجهاض أو إنكار أو تأخير الإجهاض الآمن والرعاية بعد الإجهاض، والاستمرار القسري للحمل وسوء المعاملة وإساءة معاملة النساء والفتيات الساعيات للحصول على المعلومات والسلع والخدمات المتعلقة بالصحة الجنسية والإنجابية، هي أشكال من العنف القائم على النوع، والتي قد تصل، حسب الظروف، إلى التعذيب أو المعاملة القاسية أو اللاإنسانية أو المهينة. " كما تحث التوصية العامة نفسها البلدان في الفقرة 31 على [...] على وجه الخصوص، إلغاء: (أ) الأحكام التي تسمح أو تتغاضى عن أو تتغاضى عن أشكال العنف القائم على أساس النوع ضد النساء، بما في ذلك [...] التشريعات التي تجرم الإجهاض ".
إن مادة من منظمة الصحة العالمية يدعو إلى الإجهاض الآمن والقانوني "حق أساسي للمرأة، بغض النظر عن المكان الذي تعيش فيه" والإجهاض غير الآمن "جائحة صامتة". وتنص المادة على أن "إنهاء الجائحة الصامتة للإجهاض غير الآمن يعد ضرورة ملحة للصحة العامة وحقوق الإنسان". كما يشير إلى أن "الوصول إلى الإجهاض الآمن يحسن صحة المرأة، والعكس صحيح، كما هو موثق في رومانيا خلال نظام الرئيس نيكولاي تشاوتشيسكو" و"إضفاء الشرعية على الإجهاض عند الطلب هو خطوة ضرورية ولكنها غير كافية نحو تحسين صحة المرأة"، مستشهداً بذلك في بعض الحالات. دول، مثل الهند حيث كان الإجهاض قانونيًا لعقود، لا يزال الوصول إلى الرعاية المختصة محدودًا بسبب العوائق الأخرى. وقد أشارت الاستراتيجية العالمية لمنظمة الصحة العالمية بشأن الصحة الإنجابية، التي اعتمدتها جمعية الصحة العالمية في مايو / أيار 2004، إلى ما يلي: "كسبب يمكن الوقاية منه للوفيات والأمراض الولادية، يجب التعامل مع الإجهاض غير المأمون كجزء من الأهداف الإنمائية للألفية المتعلقة بتحسين صحة الأمهات وغيرها من الأهداف الإنمائية الدولية. إن التدريب التنموي والبحثي الذي أجرته منظمة الصحة العالمية في مجال الاستنساخ البشري (HRP)، والذي يتعلق بأبحاثه حول الصحة والحياة الجنسية والإنجابية،  لديه إستراتيجية شاملة لمكافحة الإجهاض غير الآمن الذي يشتمل على أربعة أنشطة مترابطة:
- تجميع وتصنيع وتوليد أدلة سليمة علمياً على انتشار وممارسات الإجهاض غير الآمن؛
- تطوير تقنيات متقدمة وتنفيذ تدخلات لجعل الإجهاض أكثر أمانًا؛
- ترجمة الأدلة إلى قواعد وأدوات ومبادئ توجيهية؛
- والمساعدة في تطوير البرامج والسياسات التي تقلل الإجهاض غير الآمن وتحسين الوصول إلى الإجهاض الآمن والرعاية عالية الجودة بعد الإجهاض.

وقد قدرت الأمم المتحدة في عام 2017 أن إلغاء قوانين مكافحة الإجهاض من شأنه أن ينقذ أرواح ما يقرب من 50.000 امرأة في السنة. تحدث عمليات الإجهاض غير الآمنة في المقام الأول في البلدان التي يكون فيها الإجهاض غير قانوني، ولكنها تحدث أيضًا في البلدان التي يكون فيها قانونيًا، ولكن لا يمكن للمرأة الوصول إليها لأسباب متعددة (المعترضون على أداء الخدمة بدافع الضمير في أوساط الأطباء، وارتفاع الأسعار، ونقص المعرفة بأن الإجهاض قانوني). في الواقع، هناك دول يكون القانون فيها ليبرالياً، لكن من الصعب عملياً إجراء عملية إجهاض، نظراً لأن معظم الأطباء مستنكفين ضميرياً. حقيقة أن بعض البلدان التي يكون فيها الإجهاض قانونيًا، ولكن من الصعب جدًا في الواقع الوصول إلى هذه الخدمة هو أمر مثير للجدل. الأمم المتحدة في قرارها لعام 2017 بشأن تكثيف الجهود الرامية إلى منع جميع أشكال العنف ضد النساء والفتيات والقضاء عليها: حث العنف الأسري الدول على ضمان الوصول إلى «الإجهاض الآمن حيث يسمح القانون بهذه الخدمات.» غالباً ما يكون من الصعب جداً على النساء الوصول إلى خدمات الإجهاض الآمن والقانوني من المناطق الريفية أو من خلفيات اجتماعية واقتصادية أقل. في عام 2008، صرحت هيومن رايتس ووتش بأن «في الواقع، حتى في الحالات التي يسمح فيها القانون بالإجهاض، غالباً ما تكون المرأة مقيدة للغاية في الوصول إلى خدمات الإجهاض الآمن بسبب عدم وجود تنظيم مناسب، أو خدمات صحية، أو إرادة سياسية»، وتشير التقديرات إلى أن «تعزى ما يقرب من 13 نسبة الوفيات الأمومية في جميع أنحاء العالم إلى الإجهاض غير المأمون - بين 68,000 و78,000 حالة وفاة سنويًا».
عند التفاوض على برنامج عمل القاهرة في المؤتمر الدولي للسكان والتنمية لعام 1994، كانت القضية مثيرة للجدل لدرجة أن المندوبين قرروا في نهاية الأمر حذف أي توصية لإضفاء الشرعية على الإجهاض، بدلاً من تقديم المشورة إلى الحكومات لتوفير الرعاية المناسبة بعد الإجهاض واستثمارها في البرامج التي من شأنها تقليل عدد حالات الحمل غير المرغوب فيها.
في 18 أبريل 2008، تبنت الجمعية البرلمانية لمجلس أوروبا، وهي مجموعة تضم أعضاء من 47 دولة أوروبية، قرارًا يدعو إلى إلغاء تجريم الإجهاض ضمن حدود الحمل المعقولة وضمان الوصول إلى إجراءات الإجهاض الآمن. تم تمرير القرار غير الملزم في 16 أبريل بتصويت 102 إلى 69.
أثناء وبعد المؤتمر الدولي للسكان والتنمية، حاولت بعض الأطراف المهتمة تفسير مصطلح «الصحة الإنجابية» بمعنى أنه يعني الإجهاض كوسيلة لتنظيم الأسرة أو، في الواقع، حق الإجهاض. غير أن هذه التفسيرات لا تعكس توافق الآراء الذي تم التوصل إليه في المؤتمر. وبالنسبة للاتحاد الأوروبي، حيث يكون التشريع الخاص بالإجهاض أقل تقييداً بالتأكيد من أي مكان آخر، ذكرت رئاسة المجلس بوضوح أن التزام المجلس بتعزيز «الصحة الإنجابية» لا يشمل تعزيز الإجهاض. وبالمثل، فقد أوضحت المفوضية الأوروبية، رداً على سؤال من عضو في البرلمان الأوروبي:
«تم تعريف مصطلح» الصحة الإنجابية «من قبل الأمم المتحدة (UN) في عام 1994 في مؤتمر القاهرة الدولي للسكان والتنمية. أقر جميع الدول الأعضاء في الاتحاد برنامج العمل المعتمد في القاهرة. لم يعتمد الاتحاد أبداً تعريفاً بديلاً لـ «الصحة الإنجابية» خلافاً لما ورد في» برنامج العمل«، الذي لا يشير إلى الإجهاض».
فيما يتعلق بالولايات المتحدة، تجدر الإشارة إلى أنه قبل بضعة أيام فقط من مؤتمر القاهرة، صرح رئيس الوفد الأمريكي، نائب الرئيس آل جور:
«دعونا نزيل قضية خاطئة من على الطاولة: لا تسعى الولايات المتحدة إلى تأسيس حق دولي جديد للإجهاض، ونحن لا نعتقد أنه يجب تشجيع الإجهاض كوسيلة لتنظيم الأسرة».
بعد بضع سنوات، أعادت السفيرة الأمريكية لدى الأمم المتحدة، إلين سوربري، تأكيد موقف الإدارة الأمريكية في هذه المناقشة عندما قالت في اجتماع للجنة الأمم المتحدة حول وضع المرأة: «تحاول المنظمات غير الحكومية تأكيد أن بكين تخلق بطريقة ما أو تساهم في خلق حق أساسي معترف به دولياً في الإجهاض».  وأضافت: «لا يوجد حق أساسي للإجهاض. ومع ذلك، فإنه لا يزال يأتي بشكل كبير مدفوعاً بالمنظمات غير الحكومية التي تحاول اختطاف العبارة ومحاولة تحويلها إلى تعريف». 
وتفيد الأبحاث التعاونية الصادرة عن معهد دراسات التنمية أن «الحصول على الإجهاض الآمن مسألة تتعلق بحقوق الإنسان والديمقراطية والصحة العامة، والحرمان من هذا الوصول هو سبب رئيسي للوفاة والإعاقة، مع تكاليف كبيرة للتنمية [الدولية].» يسلط البحث الضوء على عدم المساواة في الوصول إلى الإجهاض الآمن على المستويين العالمي والوطني ويؤكد على أهمية الحركات العالمية والوطنية للإصلاح لمعالجة هذا الأمر. كان التحول الذي تم بواشطة الناشطين في مجال الحقوق الإنجابية من قضايا مبنية على أجندة (الحق في الإجهاض)، إلى الإجهاض الآمن والقانوني، ليس فقط كحق من حقوق الإنسان، بل يرتبط بالحقوق الديمقراطية والمواطنة، طريقة مهمة لإعادة صياغة النقاش حول الإجهاض وجدول أعمال العدالة الإنجابية.
وفي الوقت نفسه، قامت المحكمة الأوروبية لحقوق الإنسان بتعقيد المسألة أكثر من خلال حكم تاريخي (قضية .Aو.B و.C ضد أيرلندا)، حيث قيل إن إنكار الإجهاض لأسباب صحية و/ أو رفاهية هو تدخل في حق الأفراد في احترام الحياة الخاصة والعائلية بموجب المادة 8 من الاتفاقية الأوروبية لحقوق الإنسان، وهو تدخل يمكن في بعض الحالات تبريره.

### الحد من الزيادة السكانية

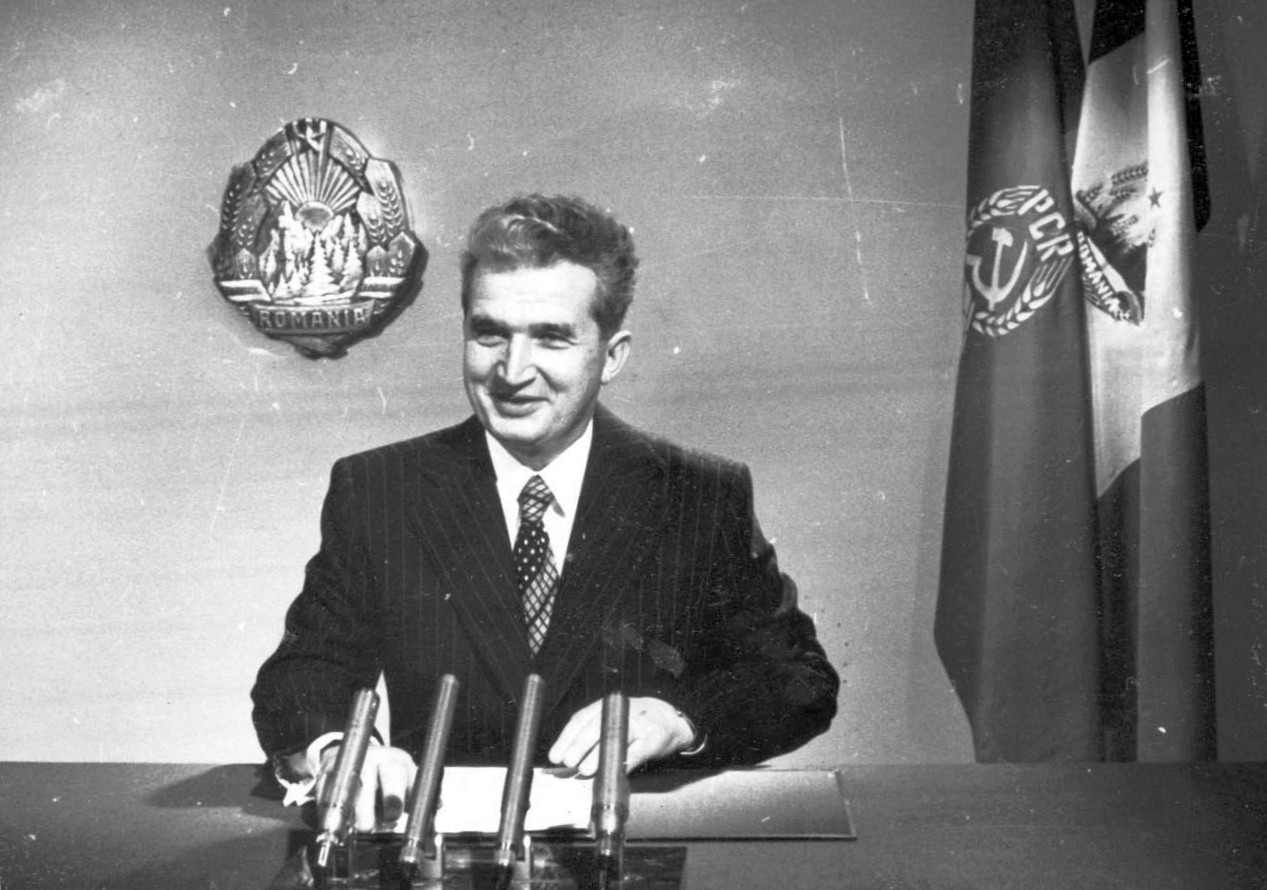
قام نيكولاي تشاوتشيسكو، الزعيم الشيوعي الروماني، بسن واحدة من أكثر السياسات الإنجابية الشائنة في تاريخ القرن العشرين.

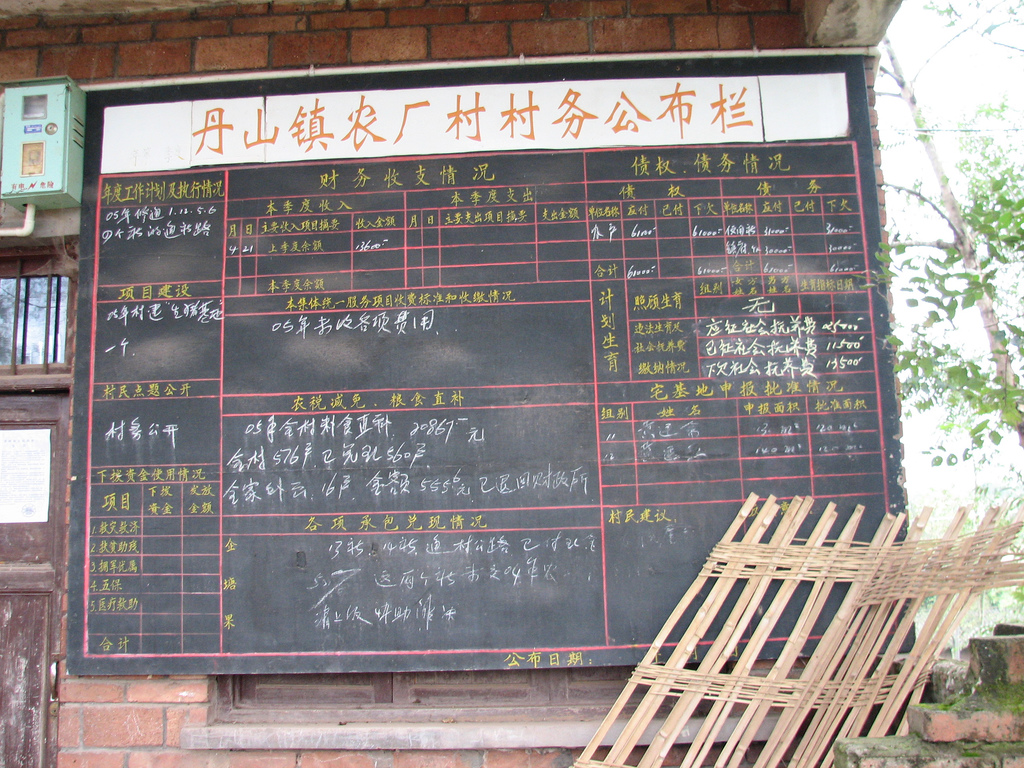
لوحة إعلانات مجتمعية في قرية نونغوانغ بمقاطعة سيتشوان بالصين، تتقصى أعداد الإناث في البلدة، وتذكر أسماء المواليد الجدد بالاسم وتلاحظ أن آلاف الغرامات من اليوان للولادات غير المصرح بها لا تزال غير مدفوعة من العام السابق.

أدت الرغبة في تحقيق أهداف سكانية معينة طوال التاريخ إلى الممارسات المسيئة بشدة، في الحالات التي تجاهلت فيها الحكومات حقوق الإنسان وسنت سياسات ديموغرافية عدوانية. في القرن العشرين، سعت عدة حكومات استبدادية إما لزيادة معدلات المواليد أو خفضها، في كثير من الأحيان من خلال التدخل الصارم. واحدة من أكثر السياسات الإنجابية سيئة السمعة هي تلك التي وقعت في رومانيا الشيوعية في الفترة من 1967-1990 خلال الزعيم الشيوعي نيكولاي تشاوتشيسكو، الذي تبنى سياسة إنجابية شديدة العدوانية شملت حظر الإجهاض وحظر منع الحمل، وفرض اختبارات الحمل الروتينية للنساء، والضرائب على عدم الإنجاب والتمييز القانوني ضد الأطفال. أسفرت سياسة تشاوتشيسكو عن وفاة أكثر من 9000 امرأة بسبب عمليات الإجهاض غير القانونية، وضع عدد كبير من الأطفال في دور أيتام رومانية من قبل الآباء الذين لم يتمكنوا من مواكبة تربيتهم، وبدات ظاهرة أطفال الشوارع في التسعينيات (عندما أغلقت العديد من دور الأيتام والأطفال انتهت في الشوارع)، والاكتظاظ في المنازل والمدارس. المفارقة في سياسة تشاوتشيسكو الإنجابية العدوانية هي جيل لم يكن من الممكن أن يولد سيؤدي في نهاية المطاف إلى الثورة الرومانية التي انتهت بإسقاطه وإعدامه.[بحاجة لمصدر]
في معارضة صارخة لسياسة تشاوتشيسكو الوطنية، كانت سياسة الطفل الواحد في الصين، والتي كانت سارية في الفترة من 1978 إلى 2015، والتي شملت انتهاكات مثل الإجهاض القسري. كما تم اعتبار هذه السياسة مسؤولة عن الممارسة الشائعة للإجهاض الانتقائي حسب نوع الجنين والتي أدت إلى وجود نسبة غير متوازنة بين الجنسين في البلاد.
من السبعينيات إلى الثمانينيات، ازداد التوتر بين الناشطات في مجال الصحة المرأة اللاتي قدمن الحقوق الإنجابية للمرأة كجزء من نهج قائم على حقوق الإنسان من ناحية، ودعاة مكافحة الزيادة السكانية من ناحية أخرى. في مؤتمر الأمم المتحدة للسكان في عام 1984 في مكسيكو سيتي، تعرضت سياسات مكافحة الزيادة السكانية لهجوم من المدافعين عن صحة المرأة الذين جادلوا بأن التركيز الضيق للسياسات أدى إلى الإكراه وتراجع جودة الرعاية، وأن هذه السياسات تجاهلت السياقات الاجتماعية والثقافية المتنوعة التي تتضمن تنظيم الأسرة في البلدان النامية. في الثمانينات من القرن العشرين، أجبر وباء فيروس نقص المناعة البشرية / الإيدز على مناقشة أوسع نطاقاً حول الجنس في الخطاب العام في العديد من البلدان، مما أدى إلى زيادة التركيز على قضايا الصحة الإنجابية بخلاف الحد من الخصوبة. أدت المعارضة المتزايدة للتركيز الضيق على الزيادة السكانية إلى خروج كبير في أوائل التسعينات من سياسات مكافحة الزيادة السكانية السابقة. في الولايات المتحدة، بدأ معارضو الإجهاض بإثارة نظريات المؤامرة حول المدافعين عن الحقوق الإنجابية، متهمين إياهم بتطوير أجندة عنصرية لتحسين النسل، ومحاولة خفض معدل المواليد الأمريكيين من أصل أفريقي في الولايات المتحدة.

### تشويه الأعضاء التناسلية الأنثوية

انتشار تشويه الأعضاء التناسلية حول العالم

يعرف تشويه الأعضاء التناسلية الأنثوية بأنه «كل الإجراءات التي تنطوي على إزالة جزئية أو كلية للأعضاء التناسلية الخارجية للأنثى، أو إصابة أخرى للأعضاء التناسلية للإناث لأسباب غير طبية». لا يوجد لهذا الإجراء فوائد صحية، يمكن أن يسبب نزيف حاد ومشاكل في التبول، وتكيس، وعدوى، ومضاعفات في الولادة وزيادة خطر وفاة الأطفال حديثي الولادة. يتم تنفيذه لأسباب تقليدية أو ثقافية أو دينية في أجزاء كثيرة من العالم، وخاصة في أفريقيا. تحظر اتفاقية إسطنبول ختان الإناث (المادة 38).

### خطف العروس أو شراؤها والاستعباد الجنسي

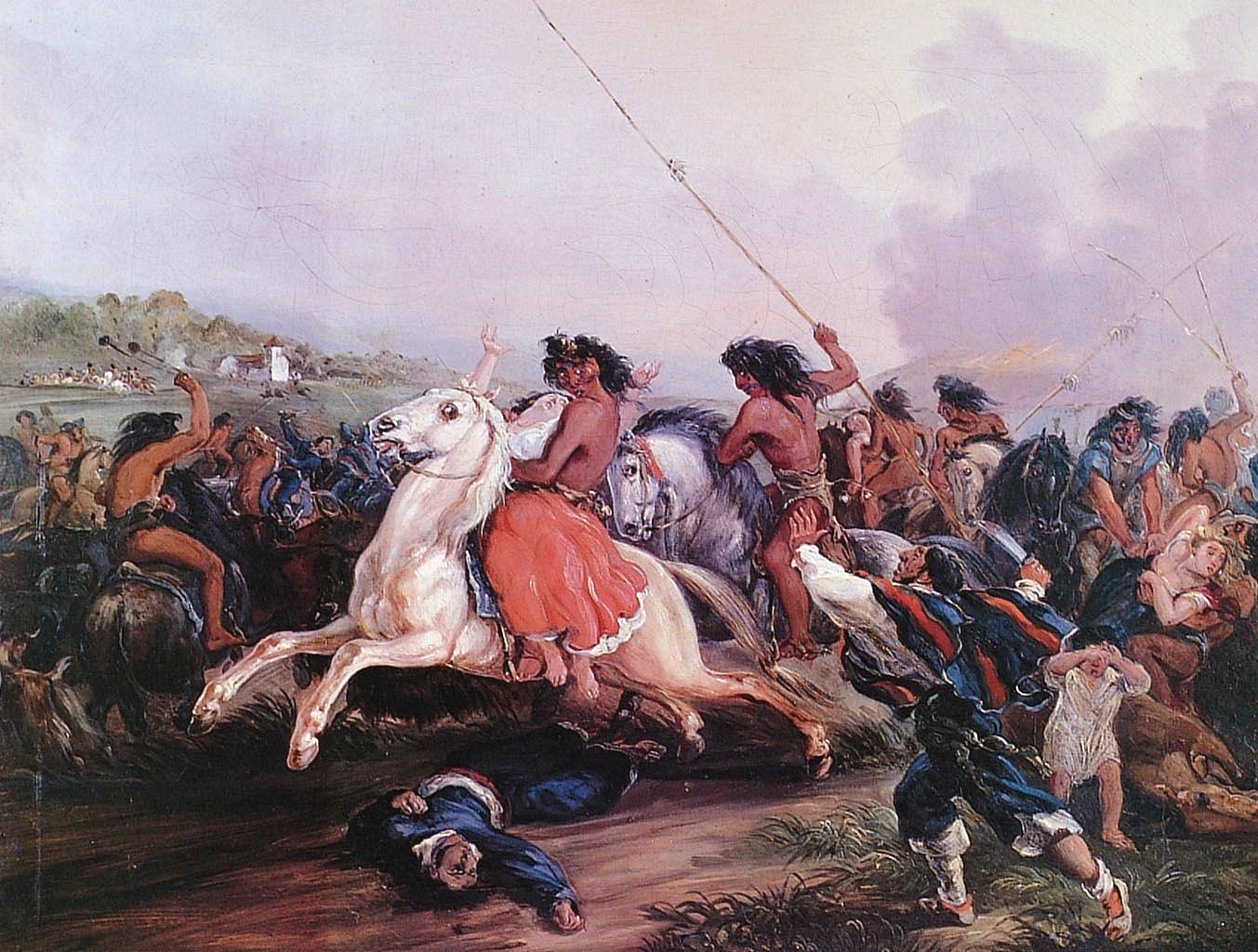
تصور اللوحة امرأة شيلية يجري خطفها أثناء المالون (الاسم الذي يطلق على غارات فرق مابوتشي على إسبانيا)

اختطاف العروس أو الزواج عن طريق الاختطاف، هو الممارسة التي يتم بموجبها اختطاف امرأة أو فتاة بغرض الزواج القسري. تمت ممارسة اختطاف العروس تاريخياً في أجزاء كثيرة من العالم، ولا تزال تحدث اليوم في بعض الأماكن، لا سيما في آسيا الوسطى والقوقاز، في بلدان مثل قيرغيزستان وطاجيكستان وكازاخستان وتركمانستان وأوزبكستان وأرمينيا، وكذلك في إثيوبيا. غالبًا ما يسبق خطف العروس أو يتبعه اغتصاب (قد يؤدي إلى الحمل)، من أجل الإجبار على الزواج - وهو تصرف يدعمه أيضًا «قانون زواج المغتصب من ضحيته» (القوانين المتعلقة بالعنف الجنسي أو الاختطاف أو أي أعمال مشابهة، حيث يتجنب مرتكب الجريمة الملاحقة أو العقوبة إذا تزوج الضحية )). قد يحدث اختطاف النساء على نطاق فردي أو على نطاق واسع. Raptio هو مصطلح لاتيني يشير إلى اختطاف النساء على نطاق واسع، عادة للزواج أو العبودية الجنسية، خصوصًا أثناء الحرب.
مهر العروس هو المال أو الممتلكات أو أي شكل آخر من أشكال الثروة التي يدفعها العريس أو عائلته إلى والدي المرأة التي يتزوجها. تؤدي ممارسة مهر العروس في بعض الأحيان إلى قيام الآباء ببيع الفتيات الشابات للزواج والاتجار. مهر العروس شائع في أفريقيا. مثل هذه الزيجات القسرية غالبا ما تؤدي إلى العنف الجنسي، والحمل القسري. في شمال غانا، على سبيل المثال، يدل دفع مهر العروس على اجبار المرأة على حمل الأطفال، والنساء اللاتي يستخدمن وسائل منع الحمل معرضات لمخاطر التهديد والإكراه.
تنص الاتفاقية التكميلية لعام 1956 الخاصة بإلغاء الرق وتجارة الرقيق والمؤسسات والممارسات المشابهة للرق على تعريف «المؤسسات والممارسات المماثلة للعبودية» لتشمل:
ج) أي مؤسسة أو ممارسة تقوم بموجبها بما يلي:
- (1) تُعهد المرأة، دون حقها في الرفض، أو تُعطى في الزواج بدفع مبلغ مالي أو عيني إلى والديها أو ولي أمرها أو عائلتها أو أي شخص آخر أو مجموعة أخرى ؛ أو
- (2) يحق لزوج المرأة أو أسرته أو عشيرته أن يحولها إلى شخص آخر مقابل القيمة المستلمة أو خلاف ذلك ؛ أو
- (3) تكون المرأة عند وفاة زوجها عرضة لتورث لشخص آخر ؛

### التبرع بالحيوانات المنوية
تتطلب القوانين في العديد من الدول والولايات أن تكون الجهات المانحة للحيوانات المنوية إما مجهولة المصدر أو معروفة لدى المتلقي، أو تقيد القوانين عدد الأطفال الذين قد يتبرع بهم كل مانح. على الرغم من أن العديد من المانحين يختارون عدم الكشف عن هويتهم، إلا أن التكنولوجيات الجديدة مثل الإنترنت وتكنولوجيا الحمض النووي (DNA) قد فتحت سبلاً جديدة لأولئك الذين يرغبون في معرفة المزيد عن الأب البيولوجي والأخوة الأشقاءوالأخوة غير الأشقاء.

### التعقيم الإجباري

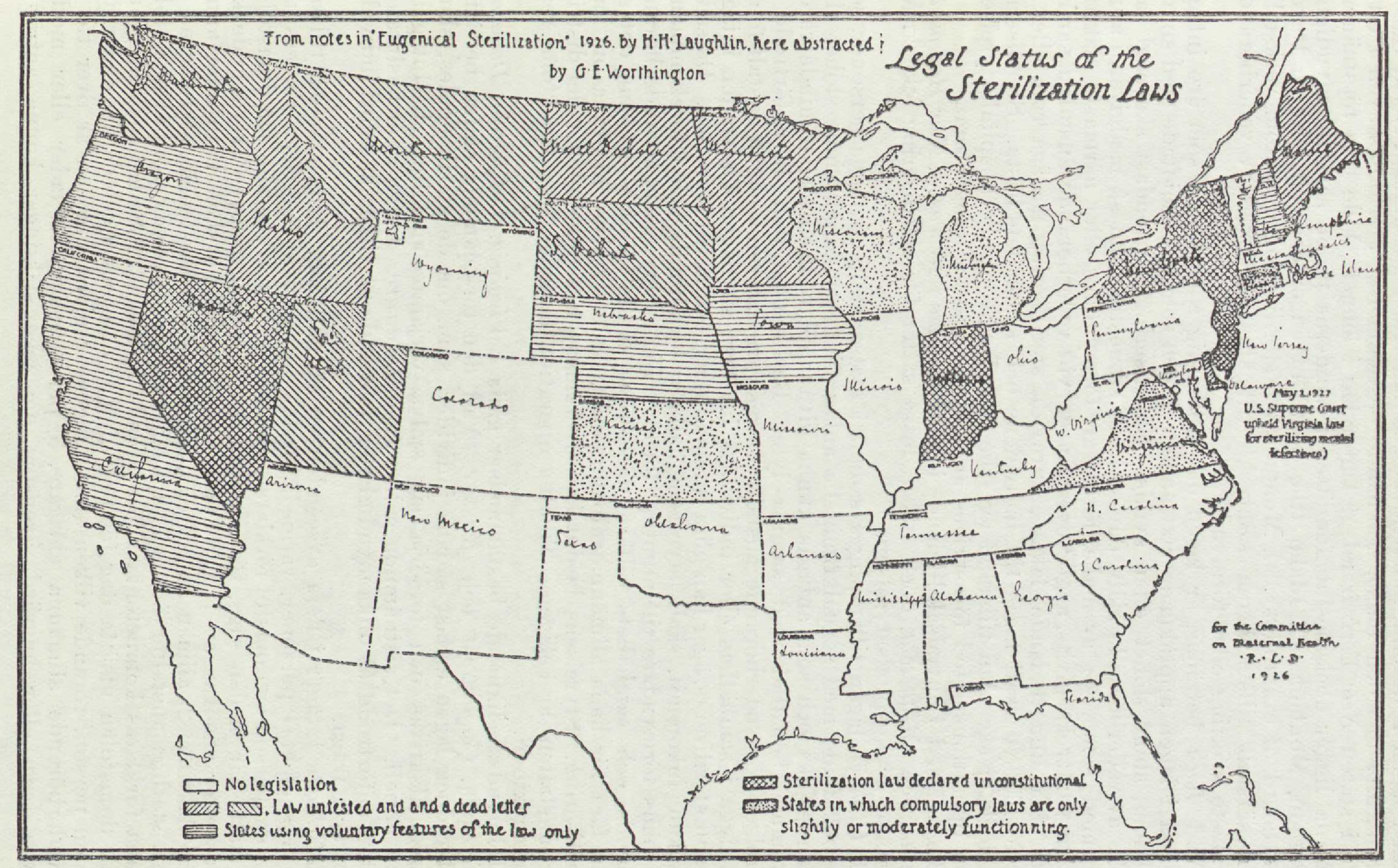
تعرض خريطة من تقرير اللجنة الملكية السويدية لعام 1929 الولايات الأمريكية التي طبقت تشريعات التعقيم في ذلك الوقت

#### نساء الغجر
خلال القرن العشرين، كان يُمارس التعقيم القسري لنساء الغجر في الدول الأوروبية، وخاصة في الدول الشيوعية السابقة،  وهناك مزاعم بأن هذه الممارسات تستمر بشكل غير رسمي في بعض البلدان، مثل جمهورية التشيك، بلغاريا، المجر، ورومانيا. حكمت المحكمة الأوروبية لحقوق الإنسان لصالح امرأة غجرية التي كانت ضحية التعقيم القسري في مستشفى الدولة في سلوفاكيا في عام 2000.

#### الولايات المتحدة الأمريكية
يعد تعقيم الفرد إحدى القضايا الرئيسية وراء الحقوق الإنجابية التي يتم تجاهلها من قبل أولئك الذين يعتقدون أن لديهم الحق في أن يقرروا ما إذا كان بعض الأشخاص «مناسبين» لإنجاب أطفال. الاستقرار العقلي للفرد والعيوب الجسدية قد لعبت دوراً هاماً في بدايات التعقيم القسري. كان الأفراد يخافون من أن تكون هذه العيوب وراثية وأرادوا وضع حد لها قبل أن يصبح المجتمع غير كفؤ. على الرغم من أن هناك العديد من العمليات التي قد تجعل الشخص عقيماً، يعتبر قطع القناة المنوية في الذكور واستئصال قناة فالوب في الأنثى الأقل جذرية. لا تعتبر أي من هذه العمليات خطيرة. قوانين الدول التي يمارس فيها التعقيم تختلف. لقد تم تقديم العديد من الأحكام من قبل الولايات المتحدة والولايات الفردية للحد من عدد من يعانون من التعقيم في هذا البلد. تم إنشاء برامج تطوعية مثل تنظيم الأسرة (عرض استخدام الامتناع عن الحمل ووسائل منع الحمل كأشكال للتحكم في النمو السكاني) وتم تقديمها لمساعدة الأسر على التحكم في معدل المواليد.
لطالما كان التعقيم موضوعًا مثيرًا للجدل في الولايات المتحدة. حتى السبعينات من القرن الماضي، كان بوسع الولايات أن تختار النساء اللاتي سُمح لهن بالقيام بهذا الإجراء وأي منهن لم تكن مؤهلات. أثبتت هذه الإستراتيجية أنها قمعية، سواء بالنسبة للنساء اللاتي يرغبن في التعقيم ولم يتم منحهن الحق، وكذلك للنساء اللواتي لم يكن لديهن خيار سوى التعقيم. ثم، كما هو الحال اليوم، كان التعقيم شكلاً من وسائل تحديد النسل التي تسعى إليها بعض النساء. ومع ذلك، حتى ستينيات القرن العشرين، كان من غير القانوني أن تصبح النساء معقمات لأسباب غير تحسين النسل، مما يعني أن التعقيم غير قانوني. هذا ترك العديد من النساء مع أسباب مشروعة للغاية للتعقيم إن كن غير قادرات على الحصول على الإجراء. كما أنه يعني أيضاً أن معظم النساء اللواتي يخضعن لهذا الإجراء يحصلن عليها لأسباب غير متعلقة بالولادة وليس من خلال الاختيار.
بالإضافة إلى ذلك، أصبح التعقيم الإجباري والقسري من القضايا الدستورية لأن البعض يجادل بأنه ينتهك «حق الفرد في الإنجاب». في عام 1972، حددت قضية آيزنشتات ضد بيرد: «حق الفر، سواء كان متزوجًا أو أعزبًا، في التحرر من التدخل الحكومي غير المبرر في الأمور التي تؤثر جوهريًا على الشخص كقرار الحمل أو إنجاب طفل». ومع ذلك، لا يزال التعقيم يستخدم في إصدار الأحكام القضائية لكل من الرجال والنساء في الحالات التي تنطوي على إساءة معاملة الأطفال و/ أو الإهمال، وتعاطي المخدرات، وغير ذلك من الأنشطة الإجرامية. إن العلاقة بين الحقوق الإنجابية والتعقيم ظاهرة أيضًا في المستشفيات حيث تم توثيق أن الأطباء يأمرون النساء، أي النساء ذوات الدخل المنخفض، بالموافقة على التعقيم أو حجب خدمات الولادة.

#### كندا
اتخذت كندا مؤخراً المبادرة في مساعدة النساء اللائي يسعين للإجهاض على مستوى العالم، حيث أعلن يوم الأربعاء 8 مارس 2017، اليوم العالمي للمرأة، رئيس الوزراء جاستن ترودو عن برنامج للدعوة بقيمة 650 مليون دولار. وجاء هذا التحرك في أعقاب قيام الولايات المتحدة الأمريكية بتخفيض ميزانيتها للصحة الإنجابية وتنظيم الأسرة في العالم النامي. في ظل حكومة أوباما السابقة، كانت الولايات المتحدة قد أوقفت سياسة تمنع تمويل الإجهاض وموارد الصحة الجنسية على مستوى العالم. ومع ذلك، في ظل إدارة ترامب، تم استحضار تلك السياسة، كما كانت عليه في ظل الحكومات الجمهورية السابقة. ويرى البرنامج أن كندا ستصبح رائدة على مستوى العالم في مبادرات حقوق المرأة، حيث تساعد في الدعوة إلى الإجهاض الآمن والقانوني في الأمم التي تحظرها في الوقت الحالي.
الإجهاض غير قانوني حاليًا في ما يقدر بـ 125 دولة. وأكد ترودو والحكومة الليبرالية الكندية أن هذه الأموال ستساعد في تطوير مجموعات الدعم على مستوى العالم لتحدي التشريعات داخل هذه الدول من أجل إنفاذ حقوق المرأة.
ووفقاً للحكومة الكندية، فإن التركيز الأساسي لاستراتيجية المساعدات الخارجية هو «إزالة الحواجز القضائية والقانونية التي تحول دون تحقيق الصحة والحقوق الجنسية والإنجابية». تهدف الإستراتيجية إلى الحد من عمليات الإجهاض غير الآمنة وتثقيف الأفراد حول وسائل منع الحمل وتنظيم الأسرة.
وقد أظهرت هذه الخطوة دفعة لمساعدة النساء على مستوى العالم بعد أن أصبح التحول في امنظور الجنسي أكثر انتشارًا. وقد تحركت جماعات المناصرة مؤخرًا لجعل المعايير العالمية تحركًا شاملًا للنساء في السنوات الأخيرة، وقد أكدت خطوة الحكومة الكندية هذا فقط. أكدت وزيرة التنمية الدولية، ماري كلود بيبيو، أن المجتمع بحاجة إلى «تطبيق منظور النسوية»، والدعوة إلى المساواة بين الجنسين.
ومع ذلك، فإن تنفيذ البرنامج يحتمل أن يتعرض لانتقادات شديدة على مستوى العالم، حيث أن دولًا مثل إفريقيا تتكون من حكومات محافظة في المقام الأول، مع توظيف ديني مكثف. تؤثر الجماعات المسيحية والإسلامية بشدة على هذه الحكومات، وهي جماعات مناهضة للإجهاض بشكل استثنائي بموجب القانون الديني.
سنويا، «21.6 مليون امرأة يعانين من الإجهاض غير الآمن في جميع أنحاء العالم»، مع أكثر من 18.5 مليون من هؤلاء في البلدان النامية. وقد أدت هذه الأرقام المذهلة إلى قيام العديد من الأفراد بالتعبير عن دعمهم لخطة الحكومة الكندية الجديدة، مشيرة إلى أنها «تأتي في لحظة حرجة، عندما يشهد العالم استعادة حقوق النساء التي تم الحصول عليها بشق الأنفس في العديد من البلدان».
شدد رئيس الوزراء ترودو على دعمه الشخصي فيما يتعلق بوقف معدل الوفيات المرتفع قائلاً إن "العديد من النساء والفتيات، والإجهاض غير الآمن وعدم وجود خيارات في الصحة الإنجابية يعني أنهن معرضات لخطر الموت، أو ببساطة لا يمكن أن تساهم أو تحقق كامل إمكانياتها ""
داخليا، كانت الأحزاب السياسية الكندية على خلاف مع طبيعة السياسة وتخصيص الأموال من الميزانية. صرحت ممثلة الحزب الوطني الديمقراطي هيلين لافيرديير بأن حزبها سعيد بالمبادرة، لكنه يشعر أن مبلغ المال ليس كافياً ليكون له أثر كبير. على النقيض، أعربت ممثلة حزب المحافظين كارين فيكيو عن استيائها من القرار، قائلة إنها تفضل أن ترى الأموال المستثمرة على أرض الوطن تجاه نساء السكان الأصليين.

### الكنيسة الكاثوليكية الرومانية

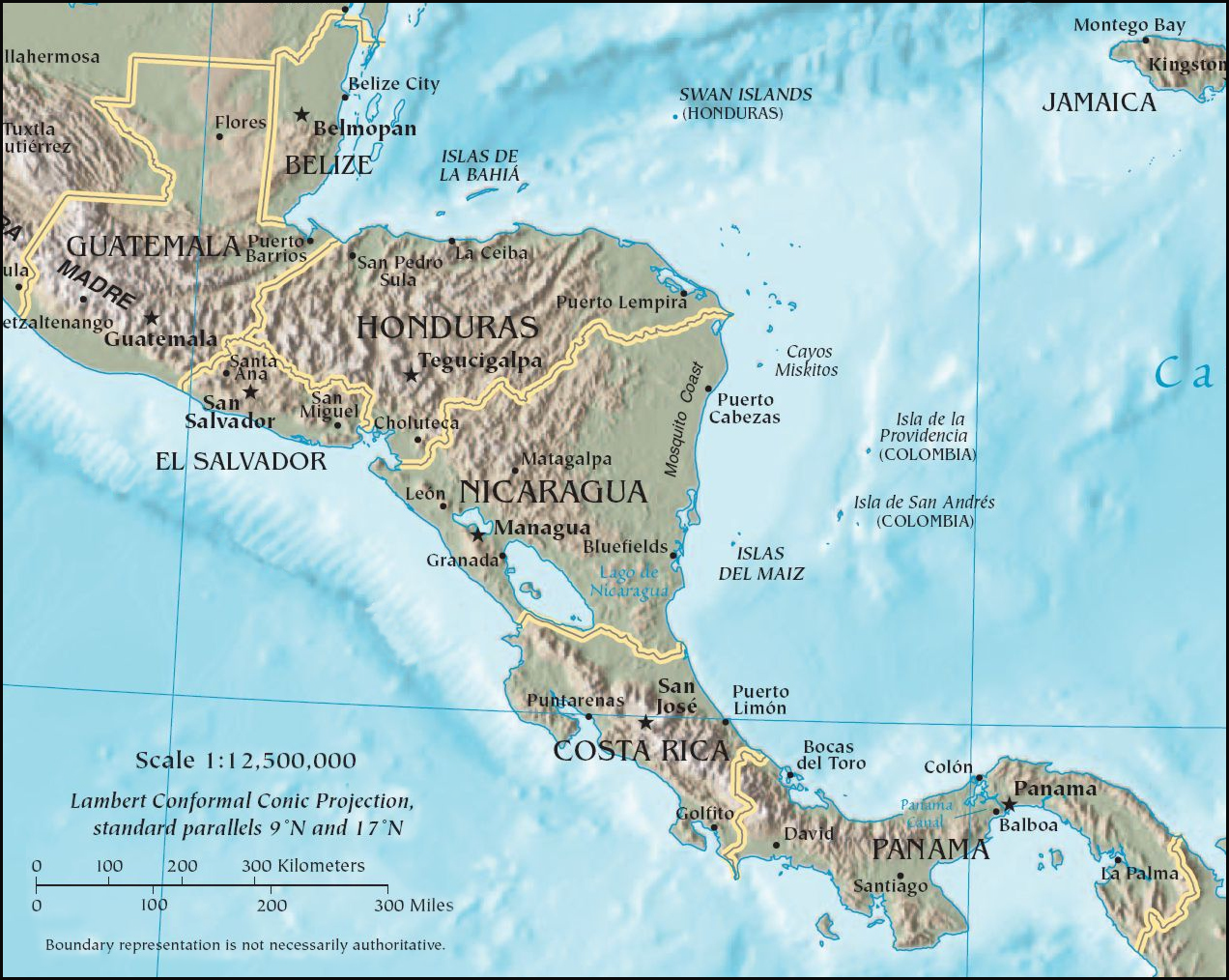
لدى أمريكا الوسطى قوانين صارمة لمكافحة الإجهاض، وقد حظيت السلفادور باهتمام دولي بسبب فرضها هذه القوانين بالقوة.

تعارض الكنيسة الكاثوليكية وسائل منع الحمل الاصطناعية، والإجهاض، والاتصال الجنسي خارج نطاق الزواج. يعود هذا الاعتقاد إلى القرون الأولى للمسيحية. في حين أن الكاثوليكية الرومانية ليست هي الديانة الوحيدة التي لديها مثل هذه الآراء، فإن مذهبها الديني قوي للغاية في التأثير على البلدان حيث معظم السكان كاثوليكيون، والدول القليلة في العالم التي تحظر بشكل كامل الإجهاض هي بلدان ذات أغلبية كاثوليكية،  وفي أوروبا، توجد قيود صارمة على الإجهاض في البلدان ذات الأغلبية الكاثوليكية في مالطة (الحظر كامل)، وأيرلندا، وأندورا، وسان مارينو، وليختنشتاين وإلى حد أقل بولندا وموناكو.
بعض الدول في أمريكا الوسطى، ولا سيما السلفادور، قد حظيت باهتمام دولي بسبب التطبيق الصارم لقوانين مكافحة الإجهاض. تلقت السلفادور انتقادات متكررة من الأمم المتحدة. وقد وصف مكتب المفوض السامي لحقوق الإنسان (OHCHR) القانون بأنه «واحد من أكثر قوانين الإجهاض قسوة في العالم»، وحث على التحرير،  وزيد رعد زيد الحسين، مفوض الأمم المتحدة السامي لحقوق الإنسان. صرحت الحقوق بأنه «أُفزعت من أنه نتيجة الحظر المطلق للسلفادور على الإجهاض، يتم معاقبة النساء في حالات الإجهاض الظاهرة والطوارئ التوليدية الأخرى، حيث يكن متهمات ومدانات بتسببهن في إنهاء الحمل».

## انتقادات
بعض معارضي الإجهاض القانوني يصفون مصطلح «الحقوق الإنجابية» على أنه تعبير ملطف لتوجيه العواطف لصالح الإجهاض. وقد أشار «لجنة الحق الوطني في الحياة» إلى «الحقوق الإنجابية» على أنها «مصطلح هراء» و«كلمة رمزية لحقوق الإجهاض».

## وصلات خارجية
منظمات
- The League of Women Voters on Reproductive Choice
- UNFPA Population Issues: Reproductive Rights
- American Civil Liberties Union
- Women's Global Network for Reproductive Rights Network that links grassroots organizations that are active within this topic

مراجع للتوسع
- Gebhard, Julia, Trimiño, Diana. Reproductive Rights, International Regulation, Max Planck Encyclopedia of Public International Law
- Reproductive rights cases before the European Court of Human Rights
- The Environmental Politics of Population and Overpopulation A University of California, Berkeley summary about the role of reproductive rights in the current political and ecological context
- Introductory note by جمشيد ممتاز، procedural history note and audiovisual material on the Proclamation of Teheran in the Historic Archives of the United Nations Audiovisual Library of International Law
- Murray, Melissa and Kristin Luker. Cases on Reproductive Rights and Justice. United States: Foundation Press, 2015. (ردمك 978-1609304348).